# Acuarelă

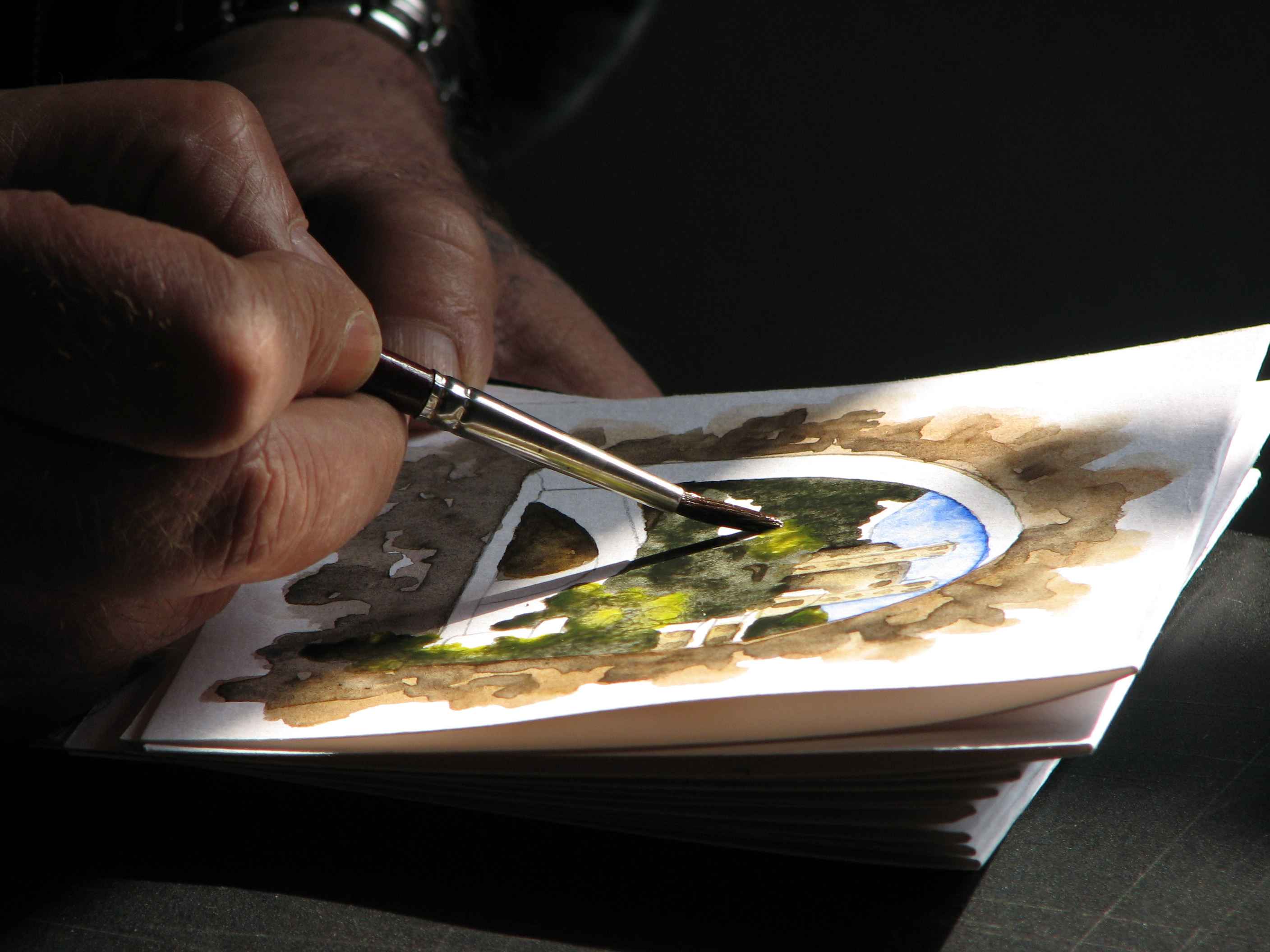
Acuarelist pictând.

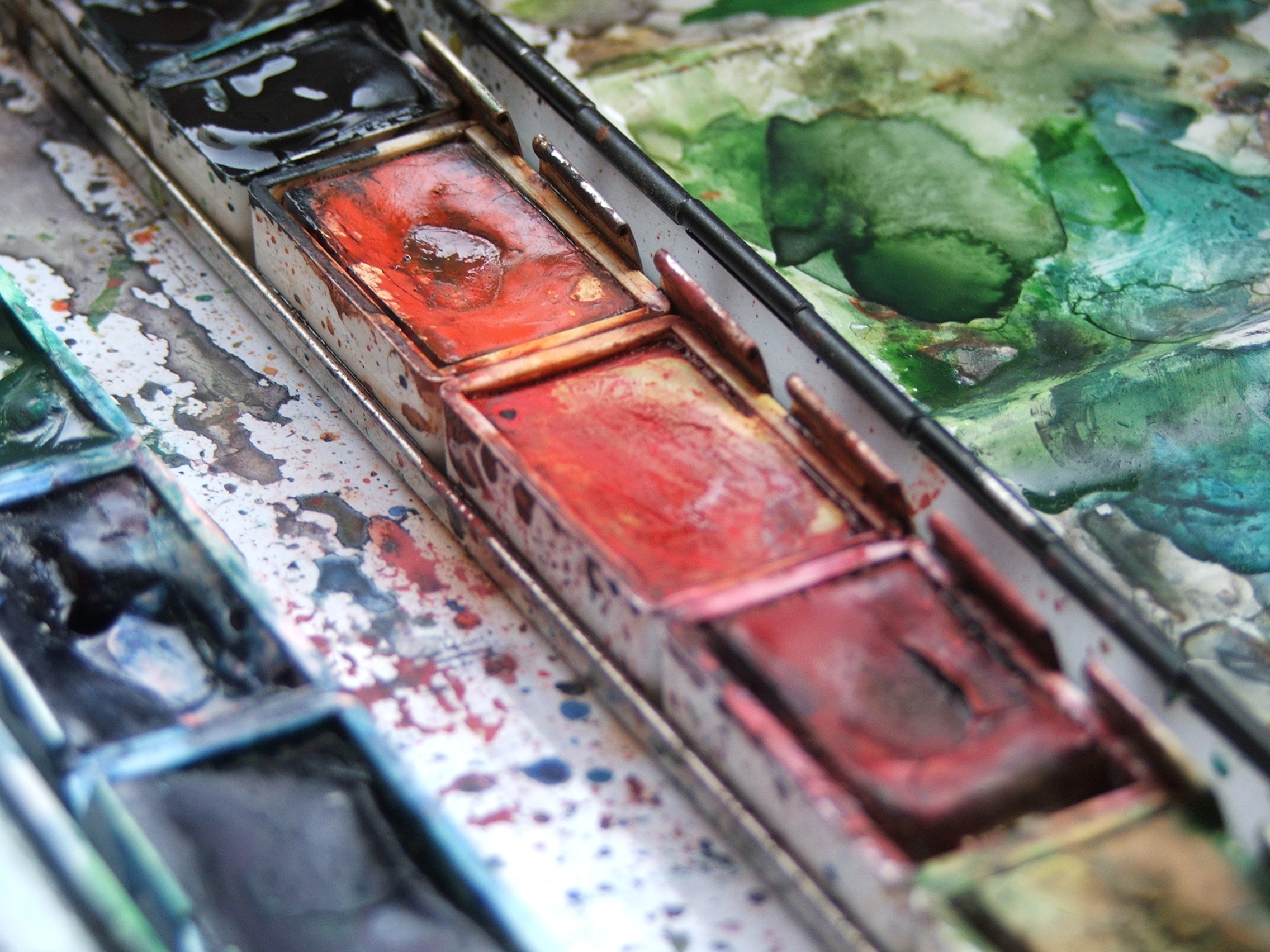
Set de acuarele.

Prin acuarelă se înțelege atât o vopsea, obținută din pigment pulbere amestecat cu liant (de obicei gumă arabică) și aditivi și diluată cu apă, cât și o tehnică picturală pe hârtie, sau o lucrare efectuată în această tehnică.
Spre deosebire de alte tehnici, de exemplu guașă, care folosește vopsea acuarelă amestecată cu ceruză (carbonat de plumb, alb), sau pictura în ulei, tehnici care se bazează pe acumularea culorii, acuarela se bazează pe transparență, care lasă să se întrevadă fondul alb al hârtiei, ceea ce conferă lucrărilor în acuarelă luminozitatea și delicatețea care le caracterizează.
Uscarea imediată necesită o execuție rapidă, ceea ce mult timp a făcut să fie o tehnică folosită la schițe și studii, însă treptat a devenit o tehnică de sine stătătoare. A fost folosită mult la ilustrarea manuscriselor, dar epoca sa de înflorire în pictură a fost sfârșitul secolului al XVIII-lea și începutul secolului al XIX-lea, în special în Anglia, Franța și Rusia.
Tehnicile de lucru sunt ud pe ud, ud pe uscat și uscat pe uscat, fiecare având particularitățile sale. În lucrări aceste tehnici pot fi folosite și combinat.
„Ea nu trebuie să imite pictura de manuscris în culori de tempera și, mai ales, pictura de șevalet în tempera sau ulei, ci să (…) iște formele dintr-o culoare fluidă, transparentă, vaporoasă (…). Personal, consider că acuarela aparține picturii și nu graficii.” 

## Descriere

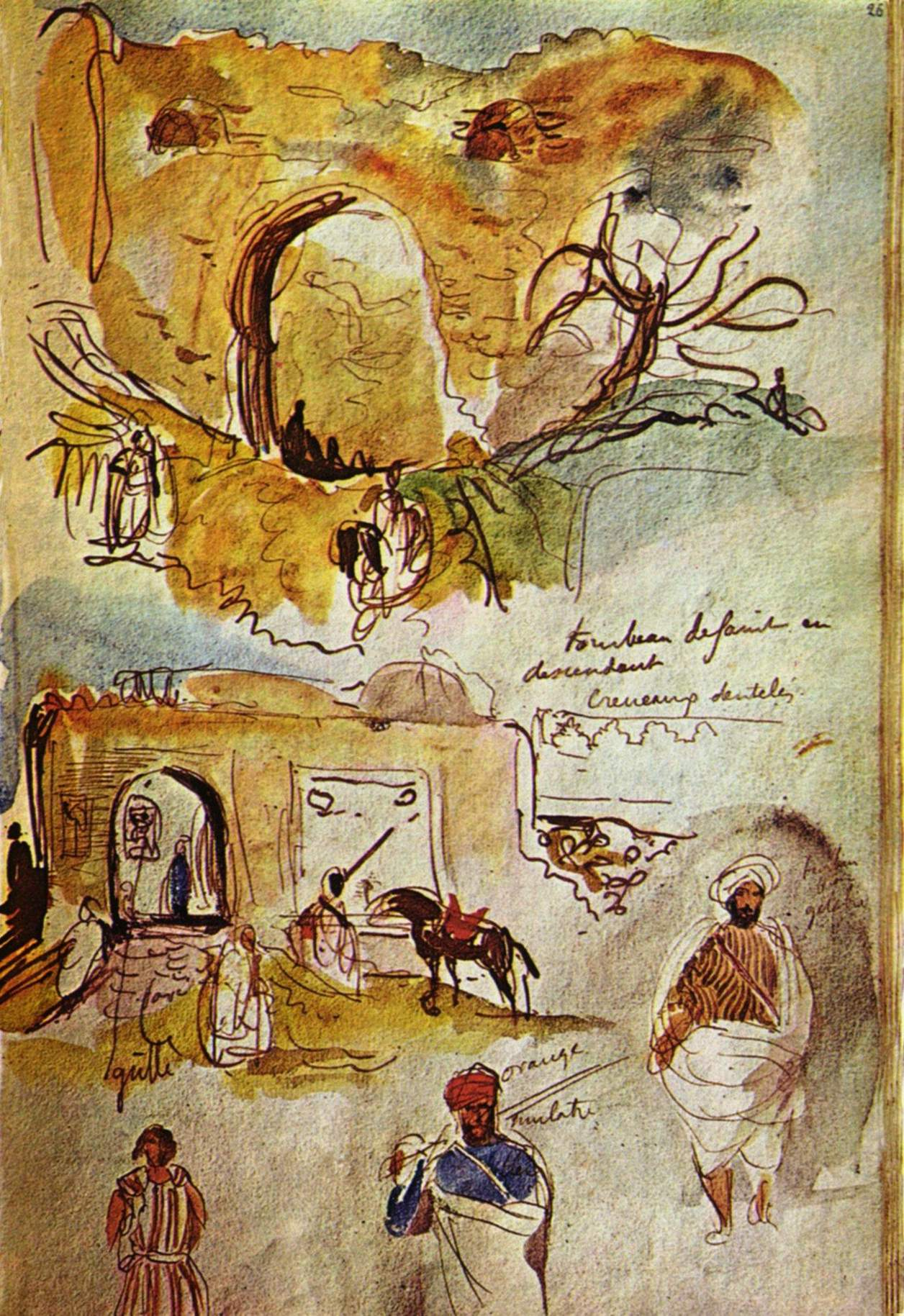
Acuarelă dintr-un carnet de schițe al lui Eugène Delacroix.

Acuarela este o tehnică picturală în care vopselele se utilizează diluate cu mai multă sau mai puțină apă. Caracteristică pentru acuarelă este transparența culorilor. Lumina este dată de albul hârtiei, care este necesar să fie prezervat în zonele luminoase.
Deoarece materialele necesare sunt ușor de transportat, acuarela este o tehnică care se pretează bine pentru schițe și studii efectuate în călătorii, un exemplu fiind carnetele de călătorii ale lui Eugène Delacroix. Ea permite colorarea rapidă a desenelor schițate în creion sau în tuș. Asta însă nu exclude folosirea ei în lucrări elaborate, cum sunt lucrările lui Dürer, sau Turner. Tehnica a fost folosită începând cu secolul al XIX-lea la ilustrarea cărților, in special a celor pentru tineret, iar actual este folosită, alături de guașă, la crearea benzilor desenate și a desenelor animate tradiționale. Este folosită și pentru realizarea decorurilor în teatru.
Aparenta sa simplitate o face atractivă pentru începători, însă în realitate spontaneitatea și foarte puținele posibilități de corectare necesită măiestrie, ceea ce o face greu de stăpânit.
Acuarela poate fi făcută în manieră tradițională, ud pe ud (engleză Wet-in-Wet), în care hârtia este umezită în prealabil, iar culoarea diluată este așternută în straturi suprapuse, întărind treptat concentrația colorilor. Această tehnică, de origine anglo-saxonă este încă mult folosită, însă, datorită faptului că întreaga suprafață este umedă și pigmenții migrează, nu se obțin zone de alb pure, nici contraste locale dintre alb și zonele colorate, lucruri care impietează asupra prospețimii și spontaneității atât de apreciate în acuarelă. Tehnica permite obținerea culorilor intense și o mulțime de efecte de fondu, degradeuri și camaieuri, însă precizia detaliilor este redusă. Pe o hârtie de calitate pigmentul rămâne pe suprafața hârtiei și, în zona umedă difuzează, formând aureole cu un contur mai opac. Tehnica necesită o bună înțelegere a teoriei culorilor și a efectelor amestecului lor și a interacțiunii cu hârtia. Trebuie ținut cont și de faptul că prin uscare culorile pierd puțin din intensitate.
În tehnica ud pe uscat (engleză Wet-in-Dry) culoarea se aplică în tușe umede pe hârtia uscată. Se obțin forme clare cu contururi bine delimitate. Această manieră nu permite decât puține retușuri. În caz de greșeală este greu de redat luminozitatea hârtiei, iar spontaneitatea are de suferit.
În tehnica „uscat pe uscat” (engleză Dry Brush) culoarea foarte puțin diluată se aplică cu pensula aproape uscată, pe hârtia uscată. Metoda este folosită pentru evidențierea detaliilor.

## Istoric

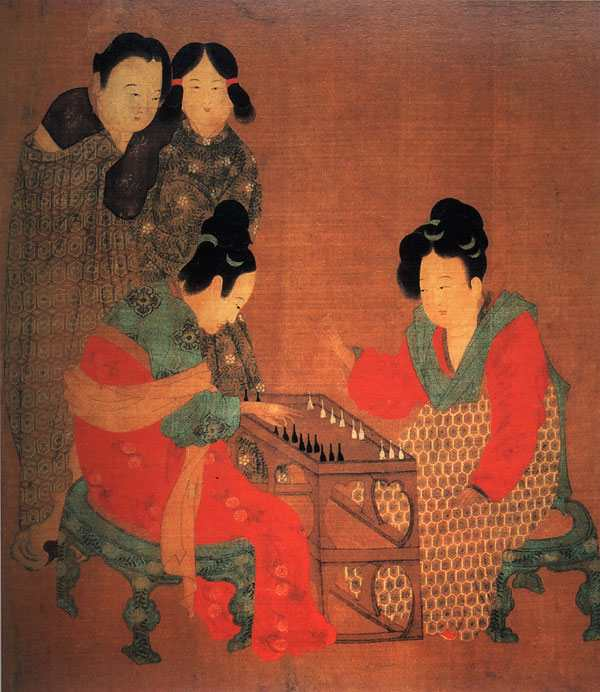
Femei jucând table, tuș și culori pe mătase de Chou Fang, secolul al VIII-lea, China.

### În antichitate
Se cunosc picturi pe bază de pigmenți dizolvați în apă realizate în peșteri, a căror vechime este de c. 30 000 de ani, adică din paleoliticul superior. În antichitate s-au folosit diferite suporturi, papirus, pergament, piele, pânză sau lemn, în diverse locuri, cum ar fi Egiptul și Etiopia. În China acuarela a fost practicată odată cu inventarea hârtiei, acum 2000 de ani, tehnica devenind foarte comună și în Japonia și Coreea, mai ales în formă monocromă, în negru sau sepia.

### În Evul Mediu și în Renaștere

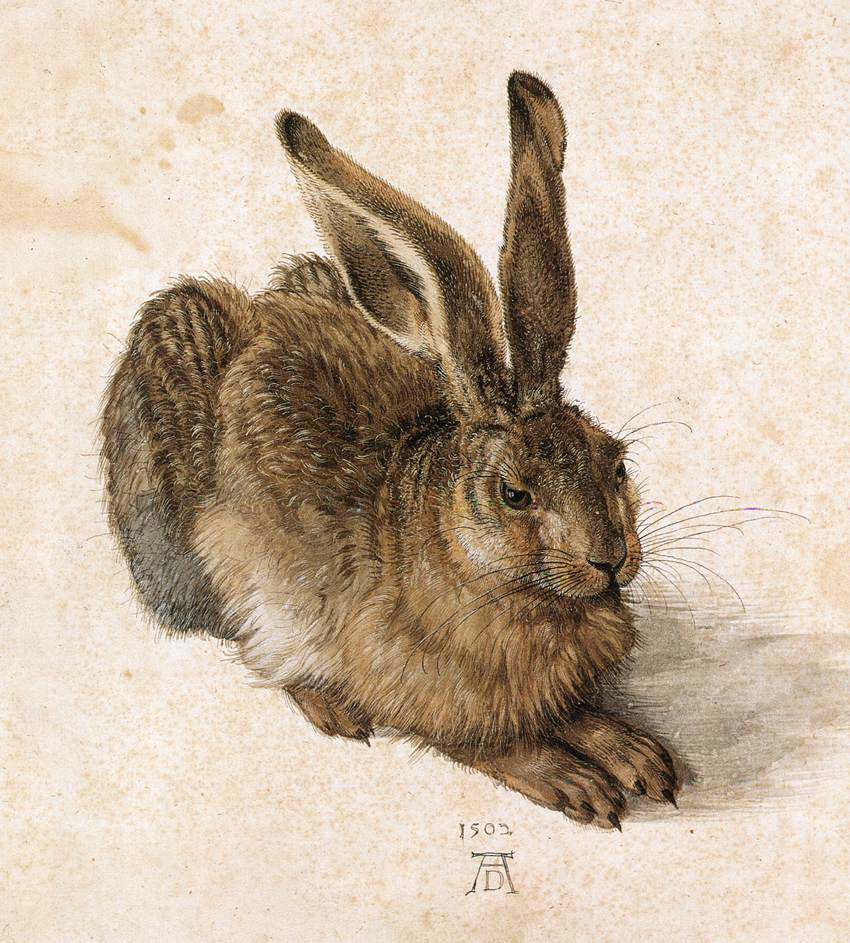
Iepure de câmp, acuarelă de Albrecht Dürer (1502), Muzeul Albertina din Viena.

Până în secolul al IX-lea toate miniaturile din Grecia și Roma erau pictate cu vopsele opace, conținând ceruză. Abia după această dată încep să fie folosite culorile transparente, adică acuarela propriu-zisă.
În Evul Mediu acuarela a fost folosită în Africa de Est și în toată Asia, din Orientul Mijlociu și până în Extremul Orient (unde era adesea combinat cu laviul). Se cunosc numeroase acuarele care aparțin artei persane, din Iran. În Occident acuarela s-a împletit cu arta miniaturilor și a portretelor.
Albrecht Dürer (1471-1528) este unul dintre primii maeștri ai acuarelei, folosind-o împreună cu tehnicile de desen în tuș și guașă. El a pictat o serie de acuarele cu plante și animale, precum și peisaje. În Germania el a fost urmat de Hans Bol (1534 – 1593).

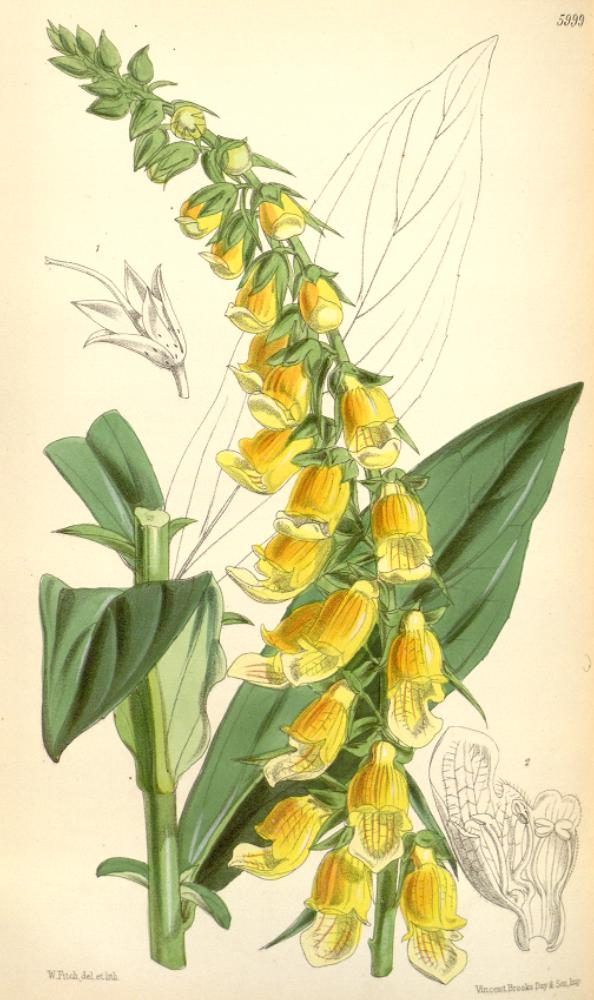
Degețel, ilustrație botanică de Joseph Dalton Hooker.

Acuarela a fost folosită în perioada barocă doar pentru schițe, cópii sau desene la scară mică. Între pictorii de seamă din această perioadă se numără Van Dyck (perioada petrecută în Anglia), Claude Lorrain, Giovanni Benedetto Castiglione, și diverși artiști olandezi și flamanzi. În lucrări predomină ilustrații despre plante și animale. Ilustrațiile botanice devin populare în Renaștere, atât pentru cărțile tipărite prin tehnica gravurilor în lemn colorate manual, cât și ca desene în tuș colorate pe hârtie sau pergament. Ilustratorii tratatelor de botanică, cu capacitatea desenelor lor de a reprezenta esențialul, au fost printre cei mai abili acuareliști din toate timpurile. Ilustrațiile despre natură au atins cel mai înalt nivel în secolul al XIX-lea, prin artiști ca John James Audubon, și chiar în zilele noastre există ghiduri botanice ale căror ilustrații au fost făcute în acuarelă.

### În secolul al XVIII-lea
Câțiva factori au contribuit la răspândirea acuarelelor în secolul al XVIII-lea, în special în Anglia. În clasele aristocratice pictura în acuarelă era, alături de cântatul la un instrument, o dovadă de educație, în special pentru femei. De asemenea, colorarea cu acuarele a fost larg folosită de topografi, cartografi, ofițeri și ingineri pentru reprezentarea terenurilor, fortificațiilor sau straturilor geologice. Expedițiile pentru descoperirile geografice, geologice sau arheologice, de exemplu cele finanțate de Society of Dilettanti, înființată în 1733, cuprindeau și acuareliști. Aceștia au pictat numeroase peisaje în timpul descoperirilor din Mediterană, Asia, sau Lumea Nouă.
Spre sfârșitul secolului al XVIII-lea prelatul William Gilpin a scris o serie de cărți populare descriind „pictural” peregrinările sale în Anglia rurală, ilustrând cu acuarele monocromatice văi de râuri, vechi castele și biserici abandonate, popularizând jurnalul de călătorie în acuarelă.

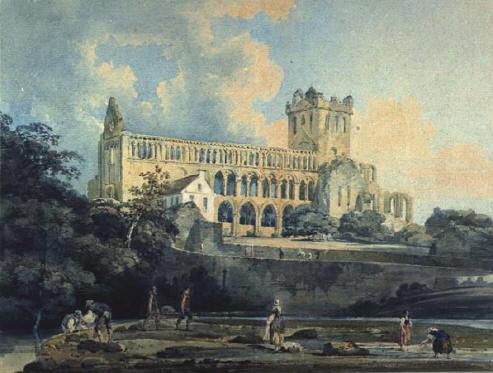
Mănăstirea Jedburgh, acuarelă de Thomas Girtin (1798 sau 1799).

Înmănuncherea acestor preocupări culturale, inginerești, științifice, turistice și ale amatorilor au făcut din acuarelă o adevărată „școală națională” engleză. Printre cei mai importanți acuareliști ai epocii se numără Thomas Gainsborough, John Robert Cozens, Francis Towne, Michael Angelo Rooker, William Pars, Thomas Hearne și John Warwick Smith. William Blake a publicat câteva volume de poezie cu gravuri colorate manual și ilustrații pentru Infernul de Dante.

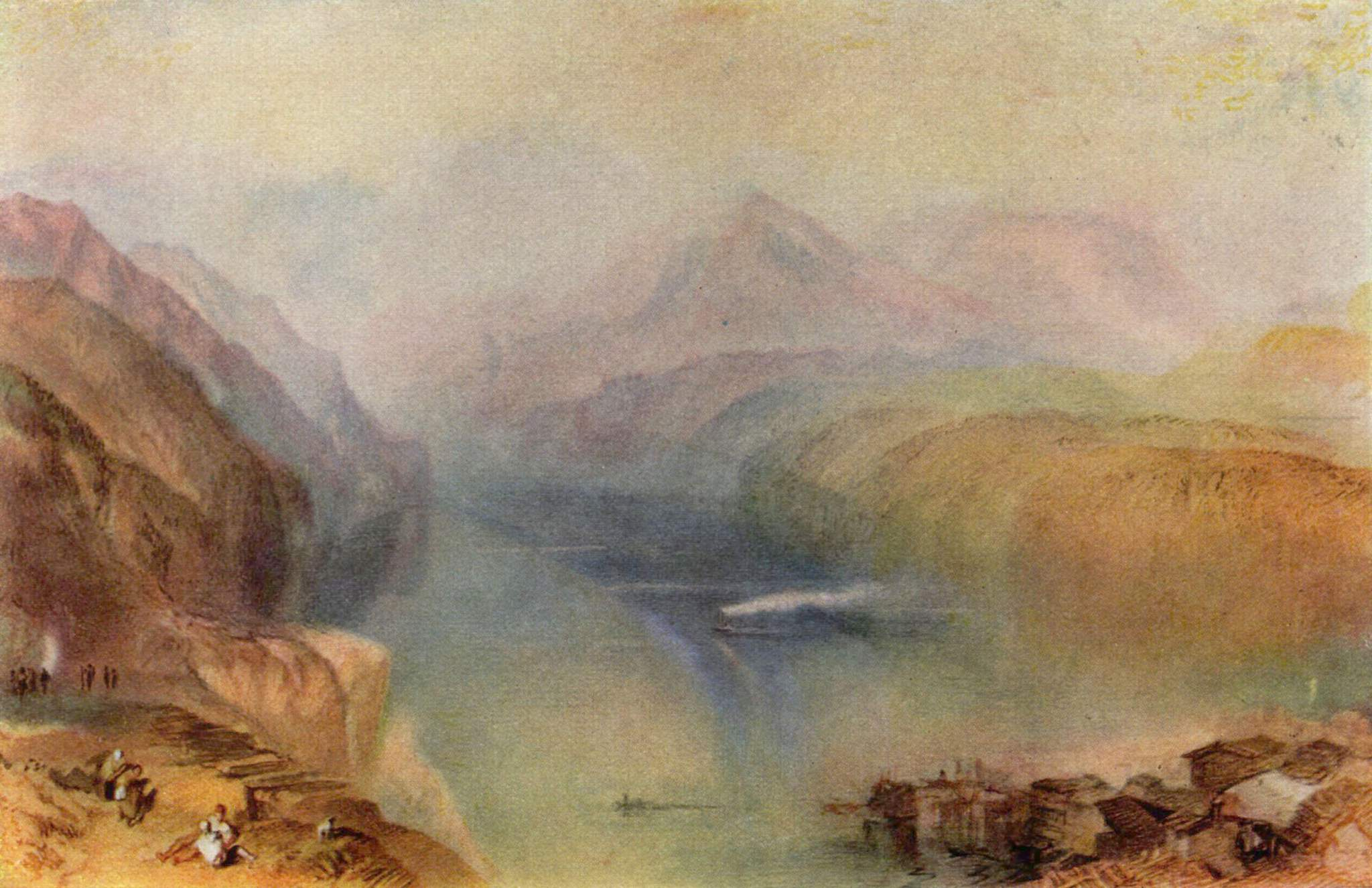
Scenă alpină, acuarelă de William Turner.

Cei trei artiști englezi care se consideră că au dat acuarelei un statut de pictură independentă au fost Paul Sandby (1730–1809), numit adesea „părintele acuarelei engleze”, Thomas Girtin (1775–1802), care a utilizat-o pentru formate mari, pictând în special peisaje, și Joseph Mallord William Turner (1775–1851), care a ridicat acuarela pe cele mai înalte culmi, pictând sute de teme istorice, topografice, arhitecturale și mitologice. Metoda sa de a picta în etape, începând cu zone colorate mari aplicate pe hârtia udă, peste care aplica alte straturi i-a permis să producă eficient un mare număr de picturi comerciale, care, vândute prin propria sa galerie de artă, l-au făcut milionar. Alți acuareliști cunoscuți în epocă au fost John Constable, John Varley, John Sell Cotman, Anthony Copley Fielding, Samuel Palmer, William Havell și Samuel Prout, la fel și pictorul suedez Louis Ducros.
În Franța acuarela a fost utilizată pentru studii, în special la deplasările în Italia. Acuarela a fost folosită de Jean Honoré Fragonard, Hubert Robert sau Louis Durameau. În timpul lui Ludovic al XVI-lea, acuarela, încă confundată cu guașa ca tehnici în tempera, a fost acceptată în Academia Franceză.

### În secolul al XIX-lea
Dezvoltarea acuarelei a dus la înființarea în Anglia a societății Royal Watercolour Society, fondată de William Frederick Wells (1762 – 1836) în 1804 la Londra și a New Water Colour Society în 1832, iar în Scoția în 1878 s-a înființat A Scottish Society of Painters in Water Colour. De asemenea, în 1834 a apărut celebrul producător de acuarele Winsor & Newton.
Societățile organizau expoziții anuale, adunau recomandări de la cumpărători și se implicau în dezbateri estetice, de exemplu între tradiționaliștii acuarelei și susținătorii guașei.
În perioadele georgiană și victoriană s-au produs cele mai bune acuarele din școala engleză, de către pictori ca Turner, Varley, Cotman, David Cox, Peter de Wint, William Henry Hunt, John Frederick Lewis, Myles Birket Foster, Frederick Walker, Thomas Collier și alții. În particular, stilul simplu și aerisit al lui Richard Parkes Bonington a creat o adevărată modă în Anglia și Franța anilor 1820.

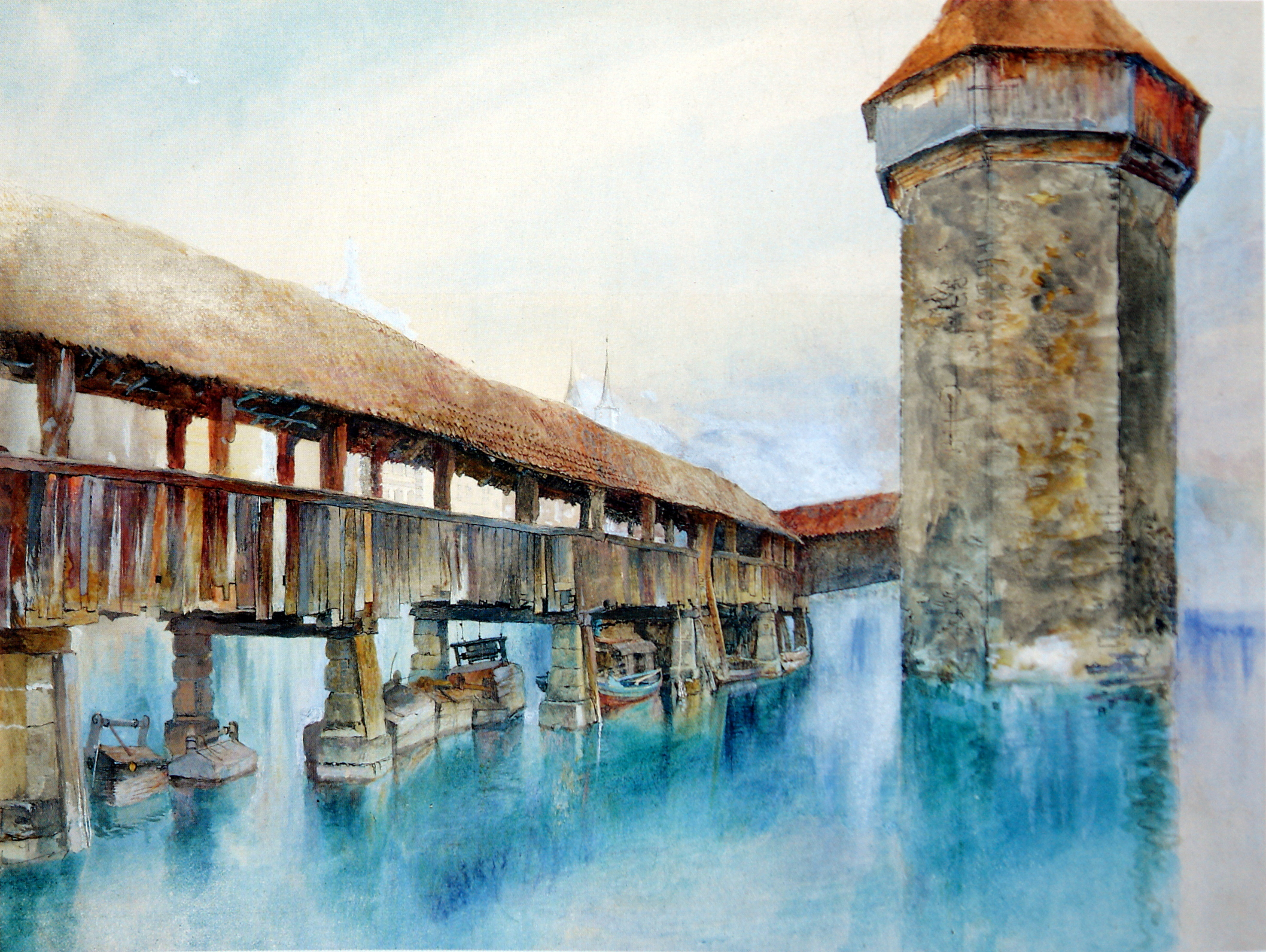
Podul capelei, Lucerna, acuarelă de John Ruskin, 1861.

Popularitatea acuarelei a stimulat inovațiile privind hârtia și pensulele concepute special pentru acuarele. Varley, Cox și alții au publicat manuale detaliate. The Elements of Drawing, un manual de acuarelă publicat în 1857 de criticul de artă John Ruskin a fost epuizat imediat. Concomitent apar vopsele în tuburi de metal sau în pastile uscate, care puteau fi dizolvate în godete în atelier, sau în cutii metalice pe teren. Progresele în chimie au dus la realizarea a noi pigmenți, ca albastru de Prusia, albastru ultramarin, albastru cobalt, violet de cobalt, verde veronez (viridian), galben de cadmiu, aureolin (galben de cobalt), alb de zinc, și o gamă largă de carmin.

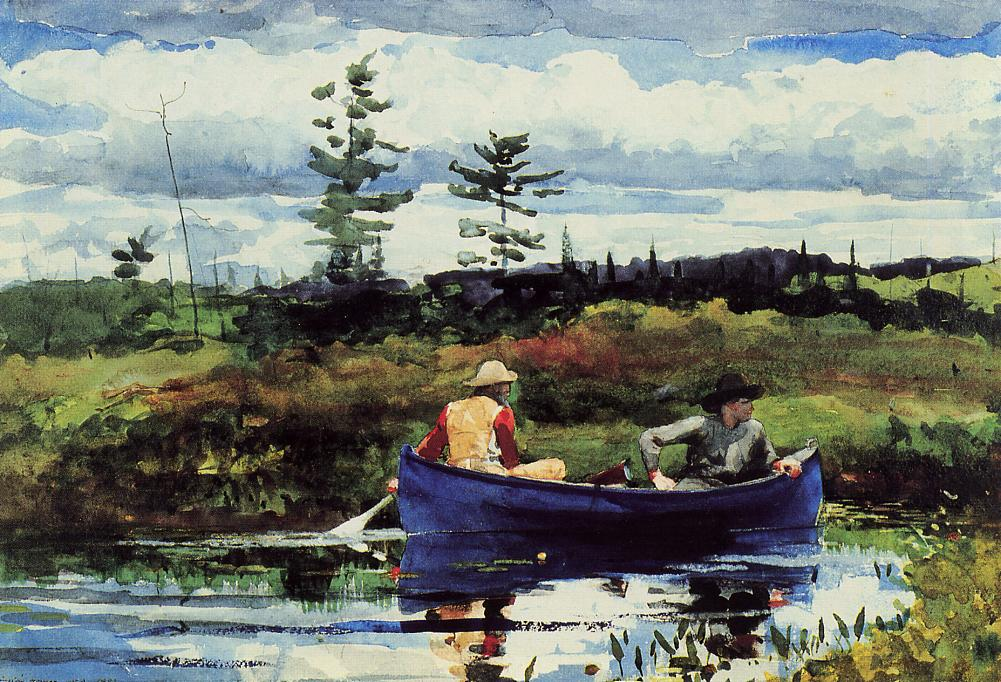
Barca albastră, acuarelă de Winslow Homer (1892).

În Statele Unite, acuarela a devenit populară în mijlocul secolului al XIX-lea, în 1866 fiind înființată American Society of Painters in Watercolor (acum American Watercolor Society). Principalii acuareliști au fost William Trost Richards, Fidelia Bridges, Thomas Moran, Thomas Eakins, Henry Roderick Newman, John LaFarge, John Singer Sargent și, în special, Winslow Homer.

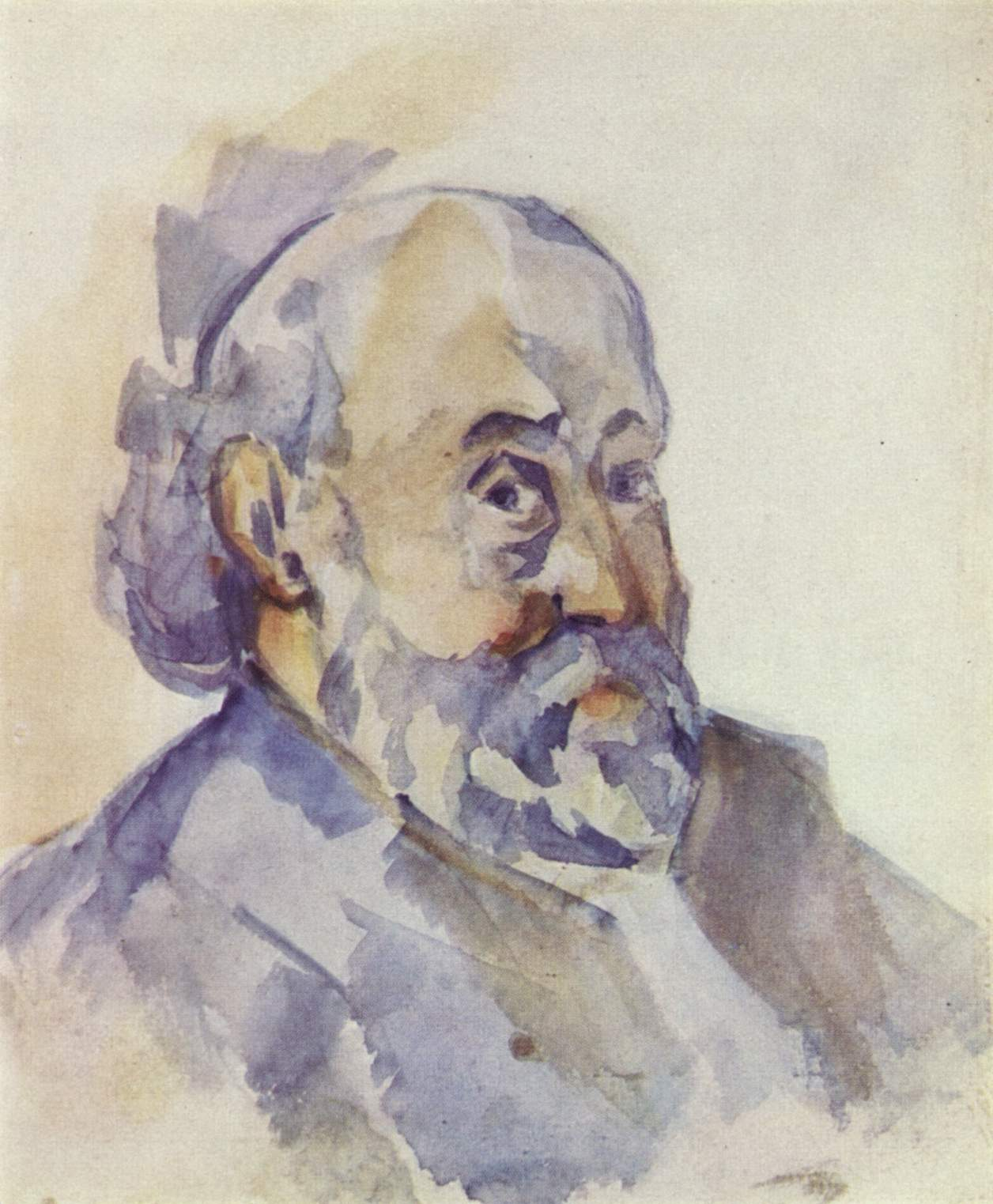
Cézanne, autoportret.

În Europa, pe continent acuarela a fost mai puțin populară, lucrări remarcabile fiind produse doar de pictori francezi, ca Eugène Delacroix,
Théodore Géricault, Paul Huet, Théodore Rousseau, François Marius Granet, Henri-Joseph Harpignies și caricaturistul Honoré Daumier.
Mulți dintre ei au folosit acuarela pentru schițele peisajelor și pentru notarea impresiilor de călătorie. Dintre impresioniști, Manet a folosit-o doar pentru schițe, dar Boudin și Jongkind au apreciat-o pentru spontaneitatea sa. Paul Gauguin a făcut multe acuarele pentru ilustrarea albumului său despre Tahiti Noa Noa, iar Paul Cézanne a utilizat un stil bazat pe suprapunerea tușelor de culori pure.
Alexandr Ivanov (1806 – 1858) a plecat de tânăr la Roma, unde și-a petrecut restul vieții. Este considerat întemeietorul romantismului în școala rusă. A pictat o serie de acuarele cu temă religioasă concepute ca schițe pentru picturi murale, între care se remarcă lucrarea Acoliții lui Cristos.
Frații Alexandr (1798 – 1877) și Karl Briullov (1799 – 1852), arhitecți, au realizat ambii numeroase acuarele. Alexandr a preferat stilul neoclasic, iar Karl a înclinat spre romantism. Ambii au petrecut mai mulți ani în Italia începând cu anul 1822 și au realizat multe portrete și studii de arhitectură.
Un alt pictor care a realizat acuarele este Vasili Surikov (1848 – 1916). Printre primele sale lucrări a fost Călărețul de aramă, pe baza căruia a realizat un tablou în ulei de mari dimensiuni. Alte acuarele cunoscute ale sale sunt cele în care a pictat fluviul Enisei, dintre care se amintesc: Plute pe Enisei (1862), Piatră albastră pe Enisei (1864), Stepa Minusinskaya, acuarele cu imagini din Krasnoiarsk, Buchet. Aivazovski (1817 – 1900) a executat numeroase acuarele drept studii pentru marinele sale.

Acuarele din diferite școli din secolul al XIX-lea
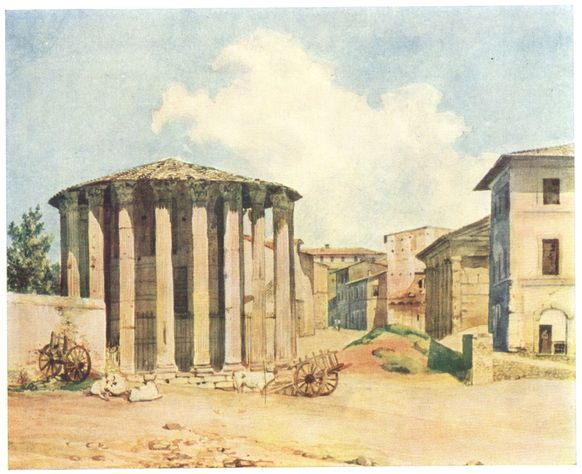
Templul Vestei din Roma Alexandr Ivanov (c. 1830)
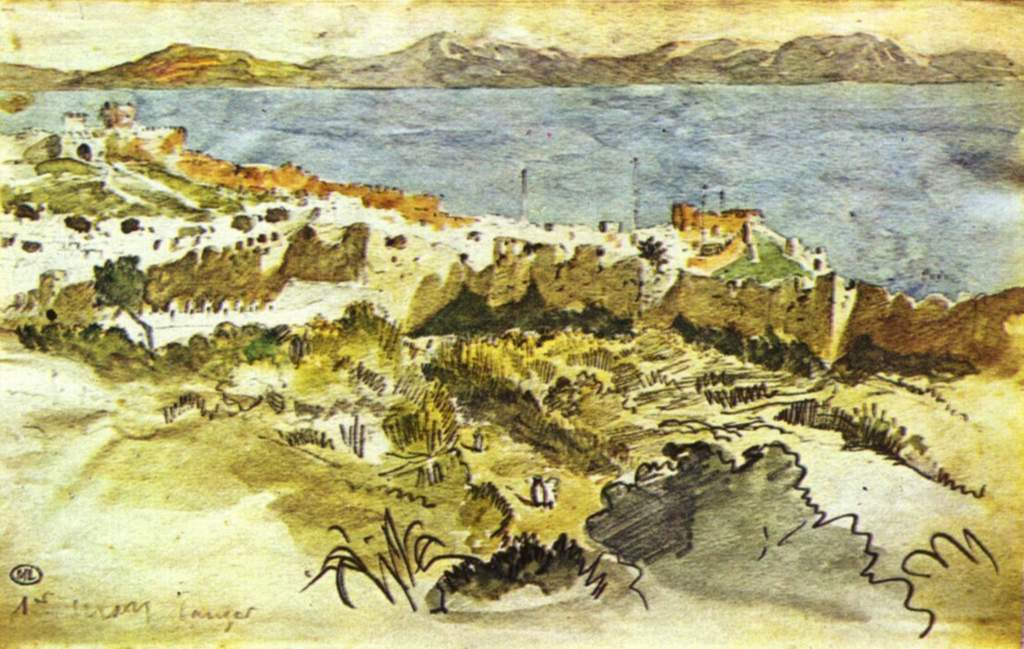
Golful Tanger, în Maroc Eugène Delacroix (c. 1850)
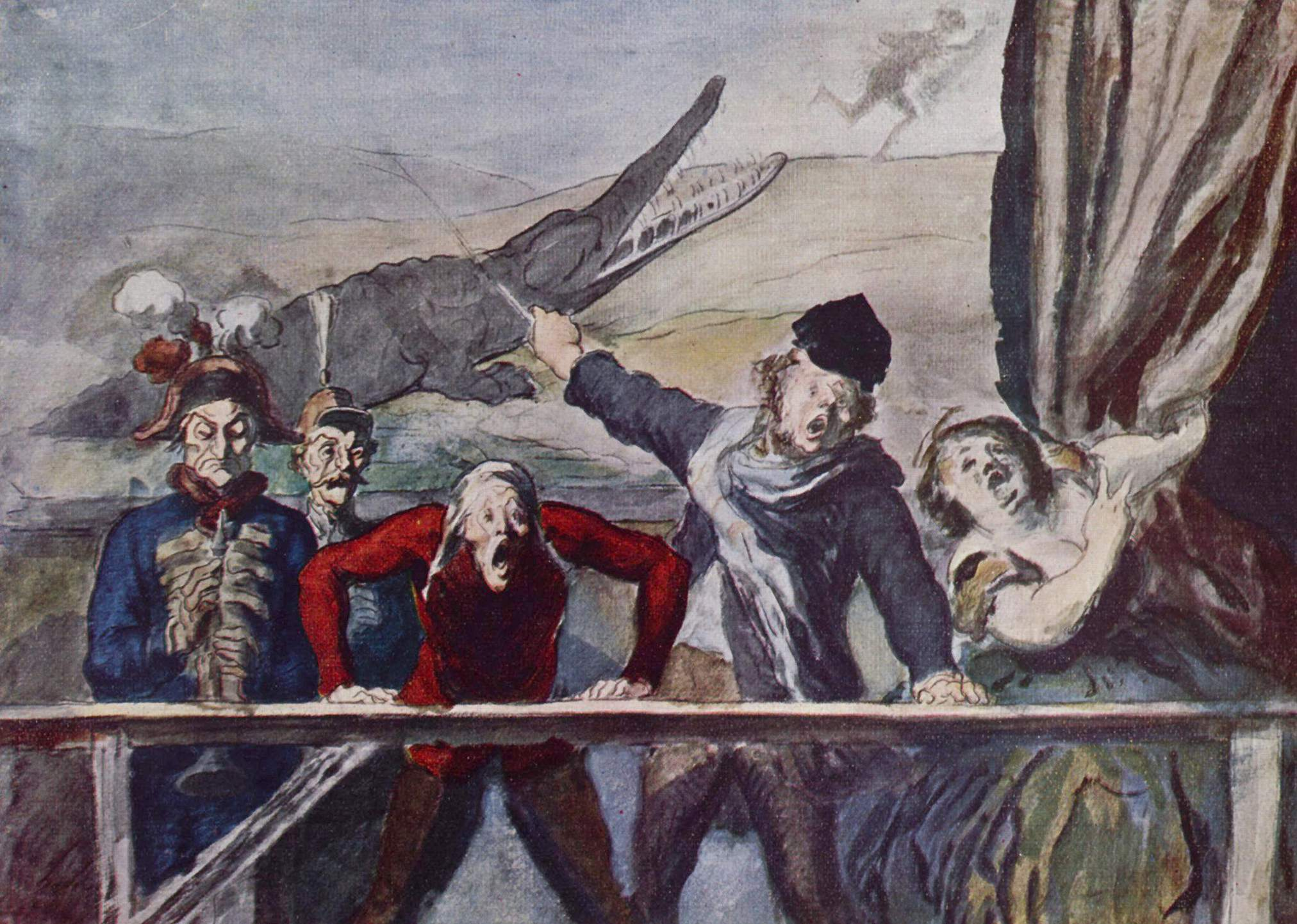
Reprezentația Honoré Daumier (c. 1850)
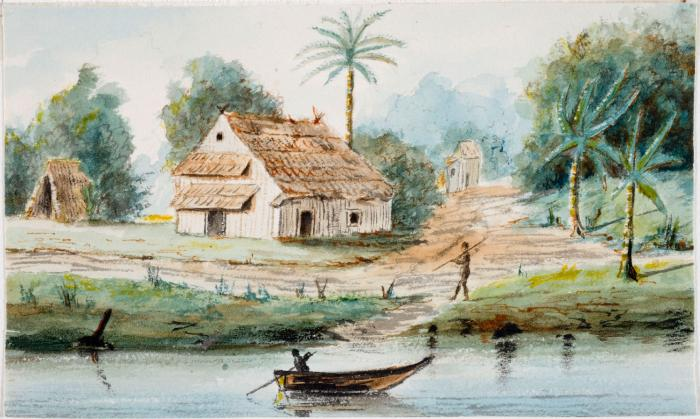
(Peisaj din Surinam) G.P.H. Zimmerman (c. 1865)
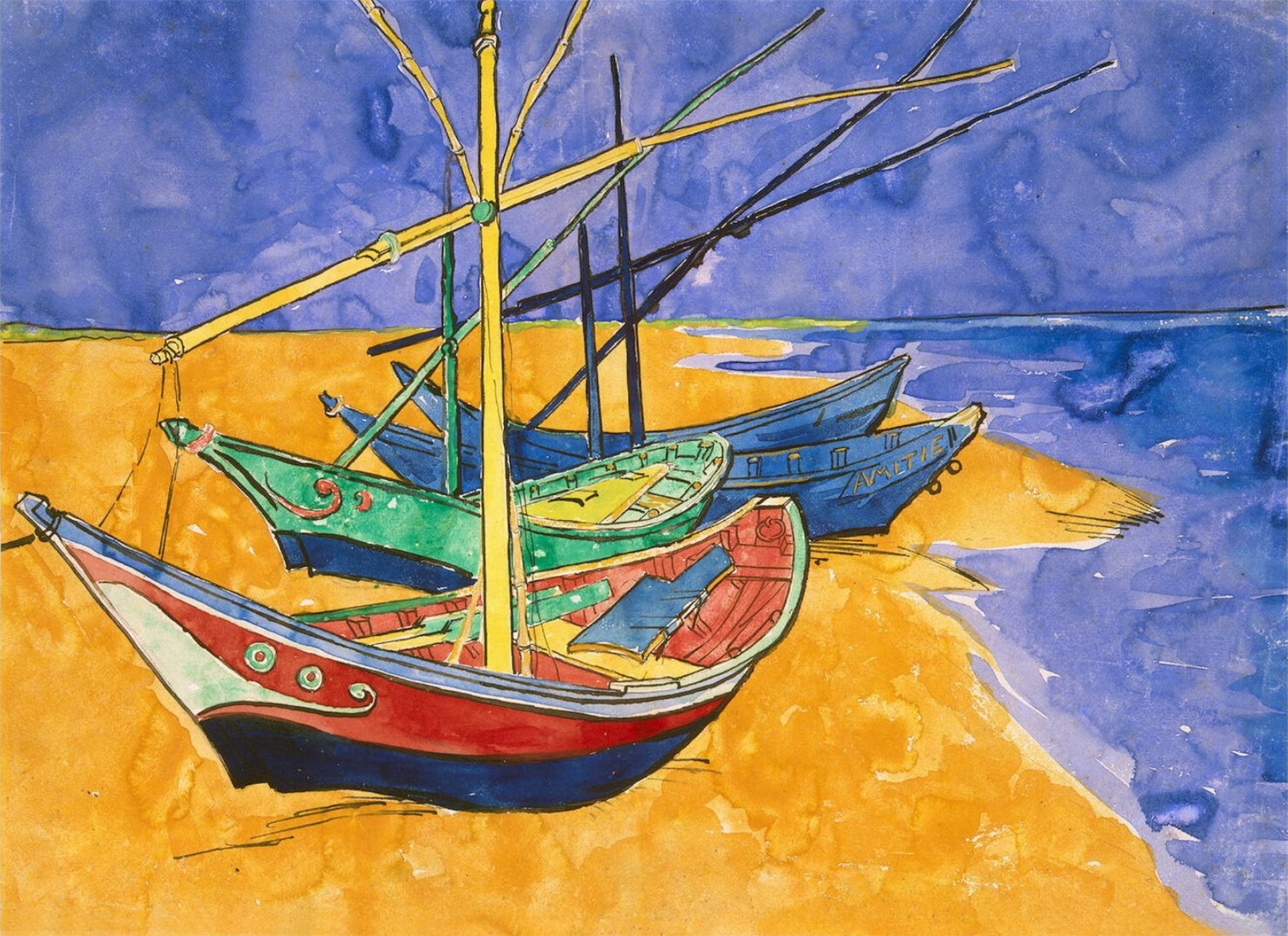
Bărci de pescuit pe plajă Vincent van Gogh (1888).

Din păcate, lipsa de grijă a dus la folosirea excesivă a culorilor saturate, pe bază de anilină. Acestea se decolorează rapid la lumină ceea ce a dus la o deteriorare rapidă a lucrărilor, atât ca aspect, cât și din punct de vedere comercial. Efectul a fost observat în special la încercarea de conservare a celor 20 000 de acuarele de Turner moștenite de British Museum în 1857. Cu toate astea, în secolul al XX-lea unii au continuat să prefere și să utilizeze acuarela.

### În secolul al XX-lea
Studiile lui Auguste Rodin având ca subiect dansatoarele și nudurile lui Georges Rouault au demonstrat posibilitățile acuarelei, exploatate și de Vasili Kandinski, Egon Schiele, Emil Nolde, August Macke sau Paul Klee. Paul Signac a pictat foarte bune peisaje și marine în stil pointilist, ca Vechiul port din Marsilia (1931) și Peisaj corsican (Ajaccio) (1935).
Începând cu anul 1960, acuarela a primit un nou impuls prin lucrările lui Raoul Dufy, Jean Bazaine, Maurice Estève, Zao Wou-Ki). Tehnica laviului, inițiată de Turner ajunge la acuareliștii contemporani la paroxism.
În America principalii exponenți sunt Charles Burchfield, Edward Hopper, Charles Demuth, Elliot O'Hara, Alice Schille și mai ales John Marin, 80 % din opera lui fiind acuarele. La începutul secolului stilul a imitat impresionismul și postimpresionismul european, dar în perioada interbelică a apărut Școala din Cleveland, pe lângă Muzeul de Artă din Cleveland și California Scene, pe lângă studiourile de animație de la Hollywood. Pictorii au exploatat peisajele, lumina de tip mediteranean și tema automobilului. Cei mai cunoscuți au fost Phil Dike, Millard Sheets, Rex Brandt, Dong Kingman și Milford Zornes, care au expus la expozițiile societății The California Water Color Society, fondată în 1921, actual National Watercolor Society.
Deși după 1950 răspândirea expresionismului abstract și influența nefastă a amatorilor și a intereselor comerciale au dus la declinul popularității acuarelei, ea continuă să fie folosită de artiști ca Joseph Raffael, Andrew Wyeth, Philip Pearlstein, David Remfry, Eric Fischl, Gerhard Richter, Cecily Byk și Francesco Clemente. Tehnic, acuarelele moderne sunt acum la fel de durabile ca și picturile în ulei sau acrilice, iar pictarea lor se extinde ca hobby, astfel că este posibilă o nouă „epocă de aur” a acuarelei.

Acuarele din secolul al XX-lea
Natură moartă cu ciocolatieră Pablo Picasso, (1909) stil cubist
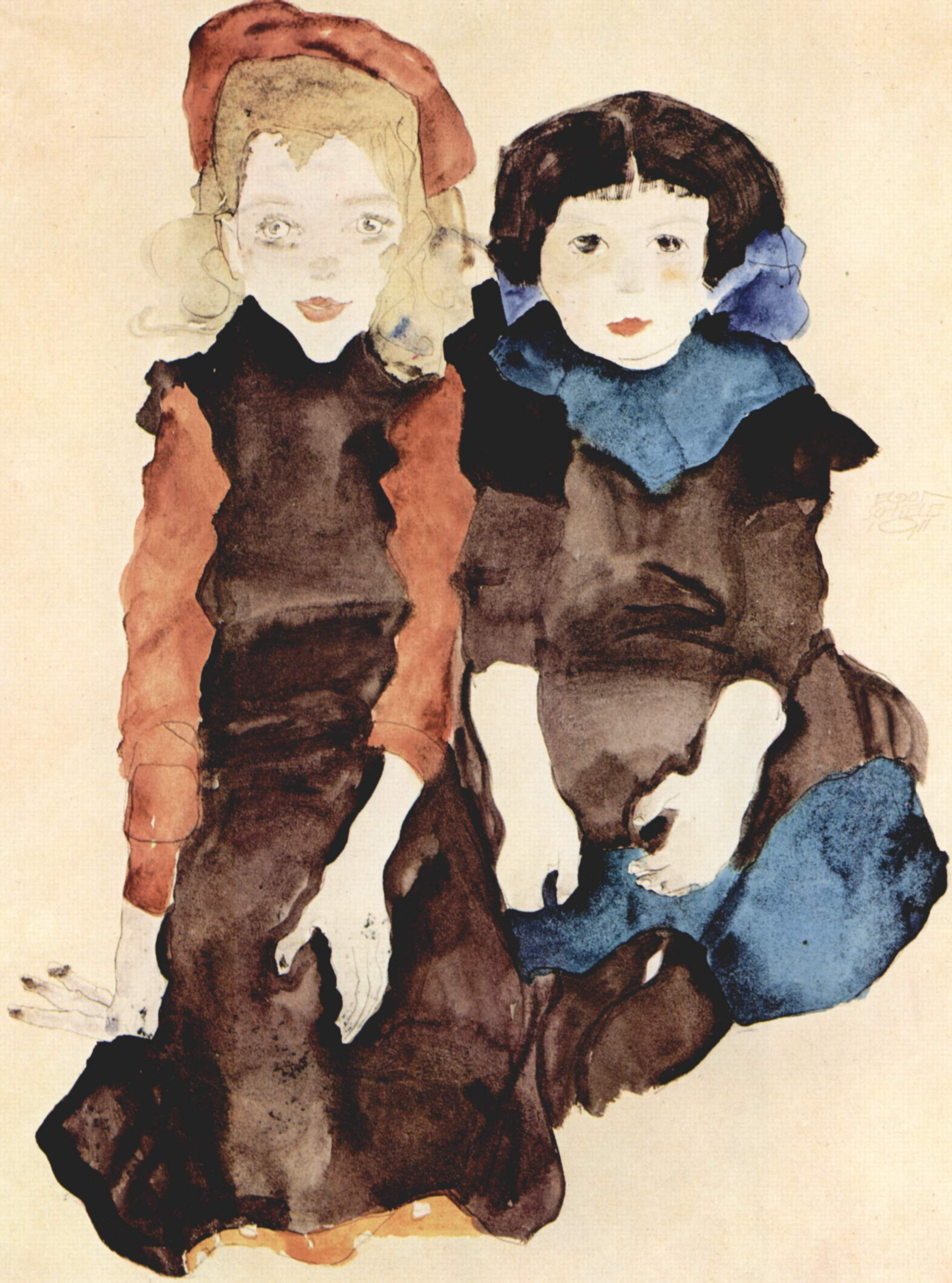
Fetițe Egon Schiele, (1911) stil Art Nouveau
Vocii necunoscute Vasili Kandinski, (1916) stil abstract
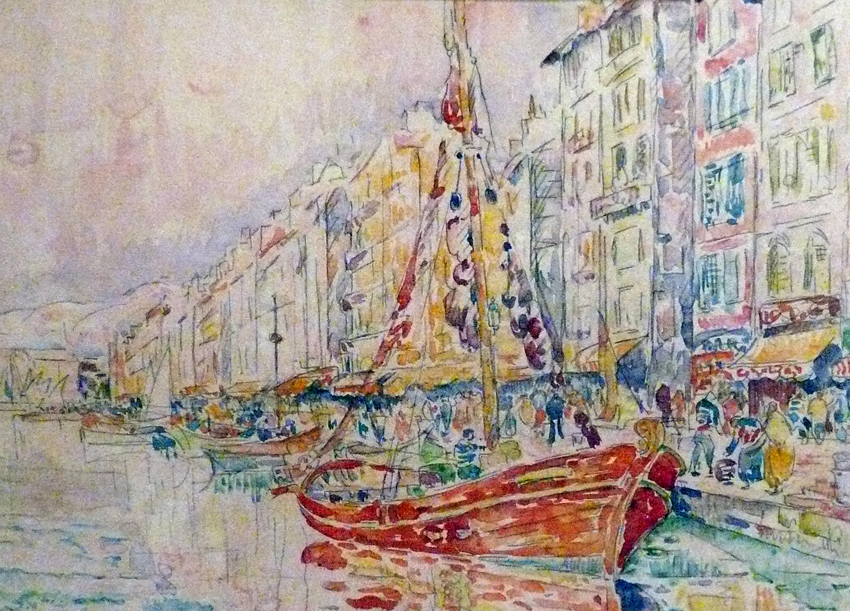
Vechiul port din Marsilia Paul Signac, (1931) stil pointilist
Fecioara cu păsări și doi îngeri Salvador Dalí, (1943) stil suprarealist

Și în România s-au realizat lucrări în tehnica acuarelei.

## Materiale

### Culori
Acuarelele sunt formate din patru componeți principali:
- pigmenți, naturali sau sintetici, minerali sau organici, în general aceiași folosiți și în alte tehnici de pictură: pastel, guașă, ulei sau acrilic;
- liant, de obicei gumă arabică, fiere de bou, miere sau sirop de zahăr pentru a ține pigmenții în suspensie și a-i fixa pe suprafața pictată;
- aditivi, ca glicerina, care mărește transparența și timpul de uscare, fierea de bou, care mărește fluiditatea și difuzia, tragacant, amidon sau dextrină pentru îngroșare, respectiv fungicide pentru evitarea mucegăirii;
- solvenți, în principal apă, dar uneori și alcool sau terebentină, substanțe folosite la subțierea sau diluarea vopselei în vederea aplicării și care se evaporă la uscarea picturii.

Pigmenți

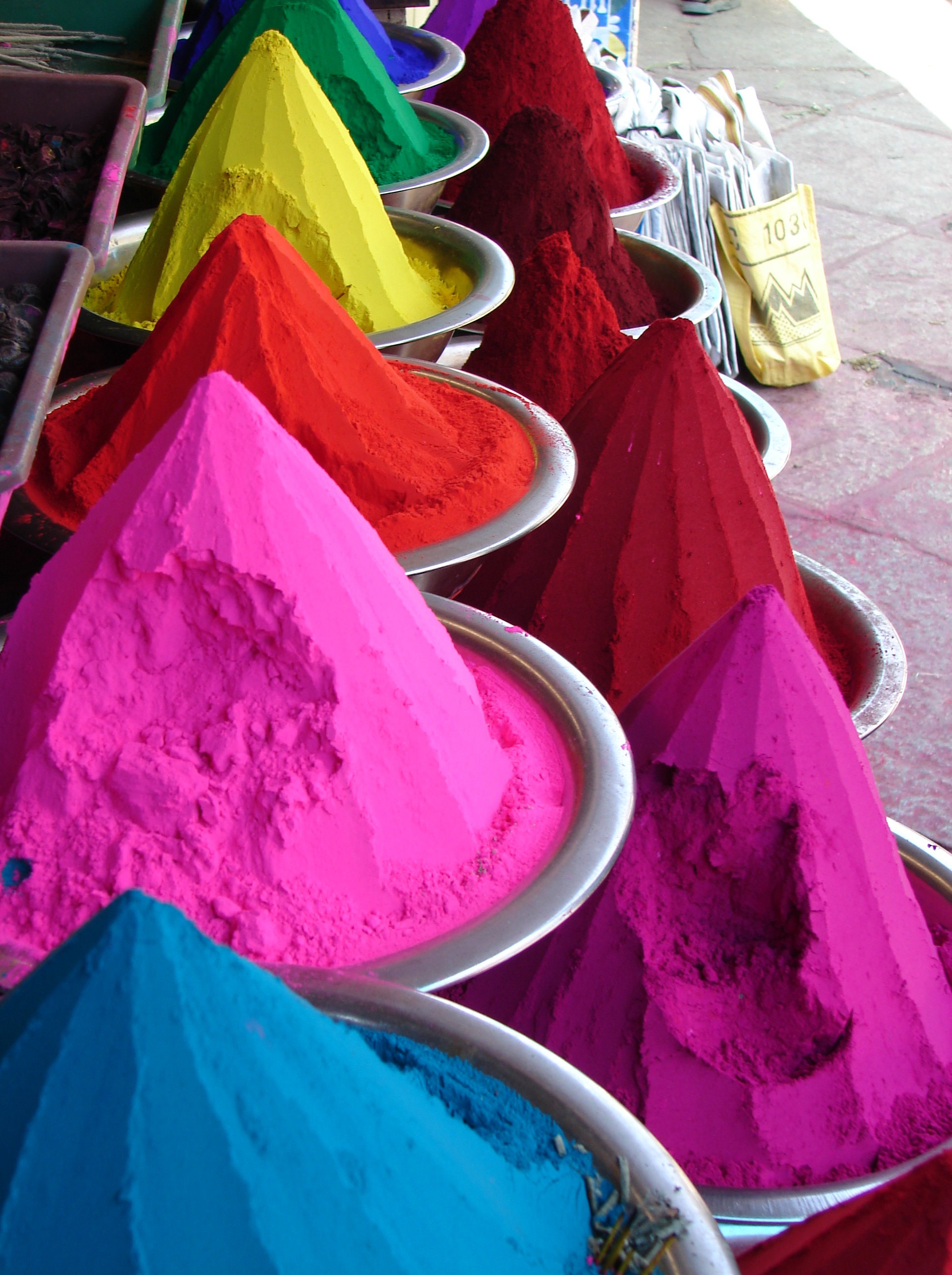
Pigmenți.

Mulțumită progreselor chimiei, astăzi varietatea, saturația și rezistența pigmenților este mai mare ca niciodată. Consumul de culori în scopuri artistice este foarte mic comparativ cu uzul industrial, motiv pentru care nu se produc pigmenți speciali pentru pictură, se folosesc cei produși pentru tipografii, industria automobilelor, vopsirea textilelor, a lemnului și a metalelor, zugrăveli, colorarea betoanelor, a ceramicii, a maselor plastice, precum și coloranți alimentari, coloranți folosiți în medicină sau în industria cosmeticelor. Fabricarea culorilor pentru pictură se reduce de fapt la măcinarea fină a pigmenților, amestecarea cu lianți, aditivi și solvenți și împachetarea lor.
Puterea de colorare (engleză staining) a pigmenților se referă la posibilitatea de a-i dilua sau scoate după aplicare. Unii pot fi scoși prin umezire și tamponare apoi cu pensula sau cu cârpa, însă rezultatul nu depinde numai de pigment, ci și de hârtie. Un pigment măcinat mărunt aplicat pe o hârtie puțin încleiată este mult mai greu de scos. Pentru a reduce timpul de măcinare unii fabricanți adaugă aditivi de dispersare, care însă măresc puterea de colorare și închid culorile. Granulația se referă la faptul că particulele de pigment sunt sau nu vizibile în urma aplicării în tușe mari cu multă apă. Exemple de granulație apar la pigmenții verde veronese, albastru ceruleum și violet de cobalt. Flocularea se referă la aglomerarea particulelor, efect caracteristic pigmentului ultramarin. Efectele date de granulație și floculare sunt unice pentru acuarele și pot fi exploatate de artiști, însă tendința comercială este spre culori fără textură, omogene.
Prezentare

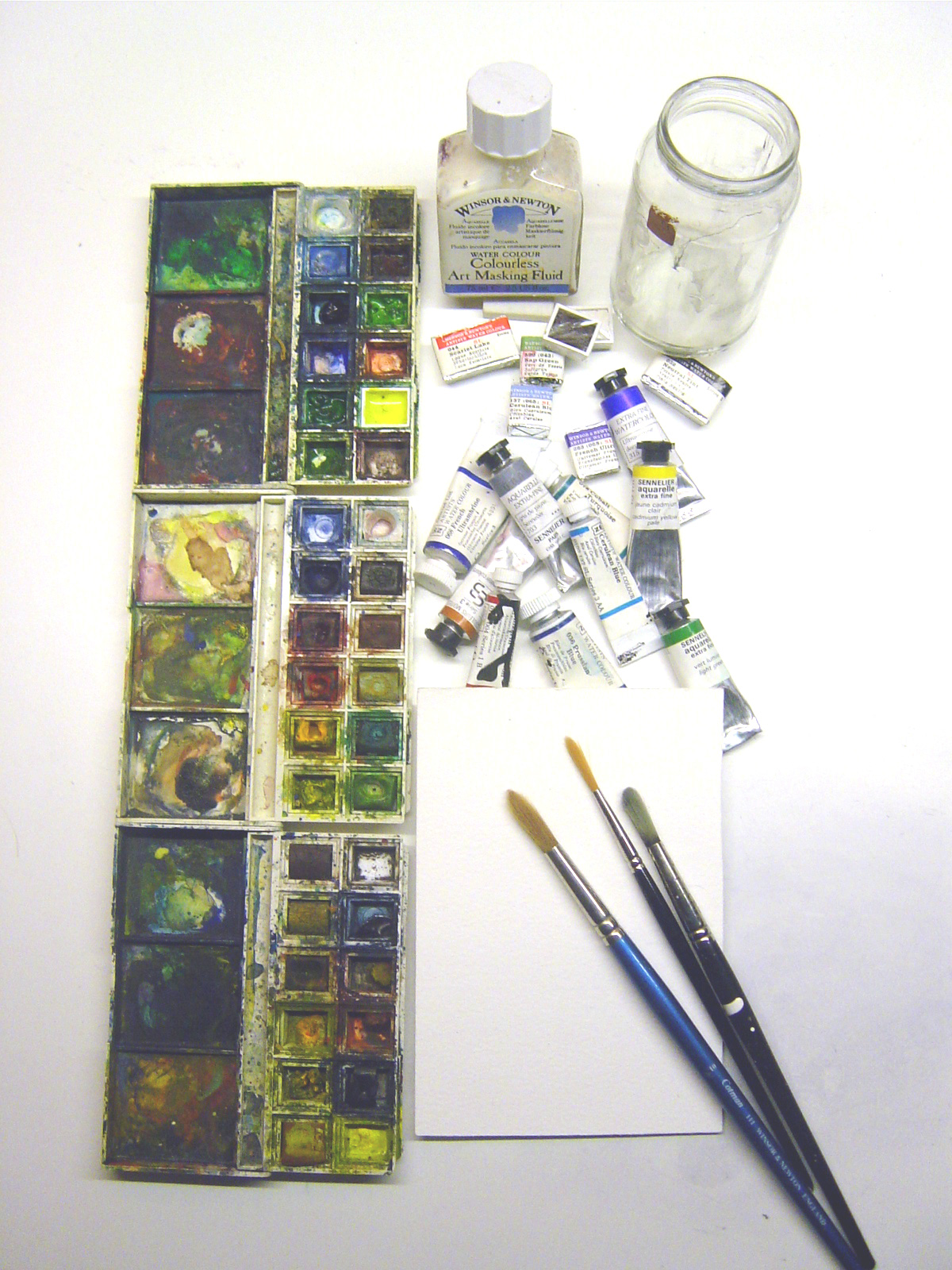
Cutii cu godete cu culori, tuburi, pensule, soluție de mascare, borcan pentru apă.

Culorile se prezintă sub formă uscată în godete (mici vase de porțelan sau, mai recent, de plastic) sau de consistența pastei de dinți în tuburi. Compoziția acuarelelor este aceeași, atât în godete, cât și în tuburi. Ca urmare este posibilă umplerea godetelor, mai scumpe, cu material din tuburi, acesta prin uscare se va întări. Dacă se dorește o întărire rapidă, pasta se va introduce în straturi succesive.
Creioanele acuarelă seamănă cu creioanele colorate, însă minele lor se dizolvă în apă. Se folosesc la desenarea detaliilor fine pe hârtia uscată, detalii care ulterior pot fi întinse cu o pensulă udă, sau se poate desena direct pe hârtia udă.
Grafitul acuarelabil seamănă cu grafitul de desenat, fiind formate dintr-o mină groasă rotundă de dimensiunea unui creion (7–8 mm) învelită într-un strat de lac. Se folosesc la trasarea contururilor desenelor în acuarelă.
Pastelurile acuarelabile se prezintă în formă de baghete rotunde sau pătrate, mai groase ca un creion. Se folosesc la umplerea rapidă a unei suprafețe cu culoare, ulterior putând fi întinse cu apă.
Acum, la începutul secolului al XXI-lea, cele mai cunoscute mărci de acuarele sunt Winsor & Newton, Daler-Rowney, Royal Talens, Sennelier, Schmincke, Daniel Smith, DaVinci, Holbein, Maimeri și M. Graham.
Numele culorilor
Multe culori sunt cunoscute sub nume perpetuate prin notații comerciale, cum ar fi „roșu indian”, „verde smarald” sau „umbră arsă”, nume neoficiale. Începând din 1990 industria coloranților a început să dea nume sistematice, bazate pe componentul principal, cum ar fi „albastru cobalt” și „roșu cadmiu”. În 1925 a fost publicat pentru prima dată Indexul Internațional al Culorilor, realizat prin colaborarea dintre Society of Dyers and Colourists din Regatul Unit și American Association of Textile Chemists and Colorists din SUA, index care a asociat, de exemplu culorii albastru cobalt codul PB28, respectiv roșului cadmiu codul PR108, ceea ce a eliminat ambiguitățile, de exemplu în cazul culorii sap green (un verde ca frunza), care avea compoziții diferite.
Transparență
Spre deosebire de culorile care acoperă, ca guașa, transparența acuarelei permite amestecul vizual al culorilor și obținerea a diferite nuanțe prin suprapunerea straturilor, fapt foarte apreciat în secolul al XIX-lea. Nu toți pigmenții sunt la fel, cei de cadmiu oferă mai puțină transparență. Sporirea transparenței straturilor se obține prin diluarea lor cu mai multă apă. Cu cât transparența culorilor este mai mare, cu atât se vede mai bine albul hârtiei și lucrarea pare mai luminoasă. Inițial s-a crezut că saturația culorilor transparente se explică prin faptul că lumina este filtrată de pigment de două ori, atât la prima trecere, cât și într-a doua, după reflectarea pe hârtie. De fapt, saturația se datorează lipsei materialului de acoperire (ceruză, caolin), care la guașă, tempera sau ulei obturează efectul pigmentului.

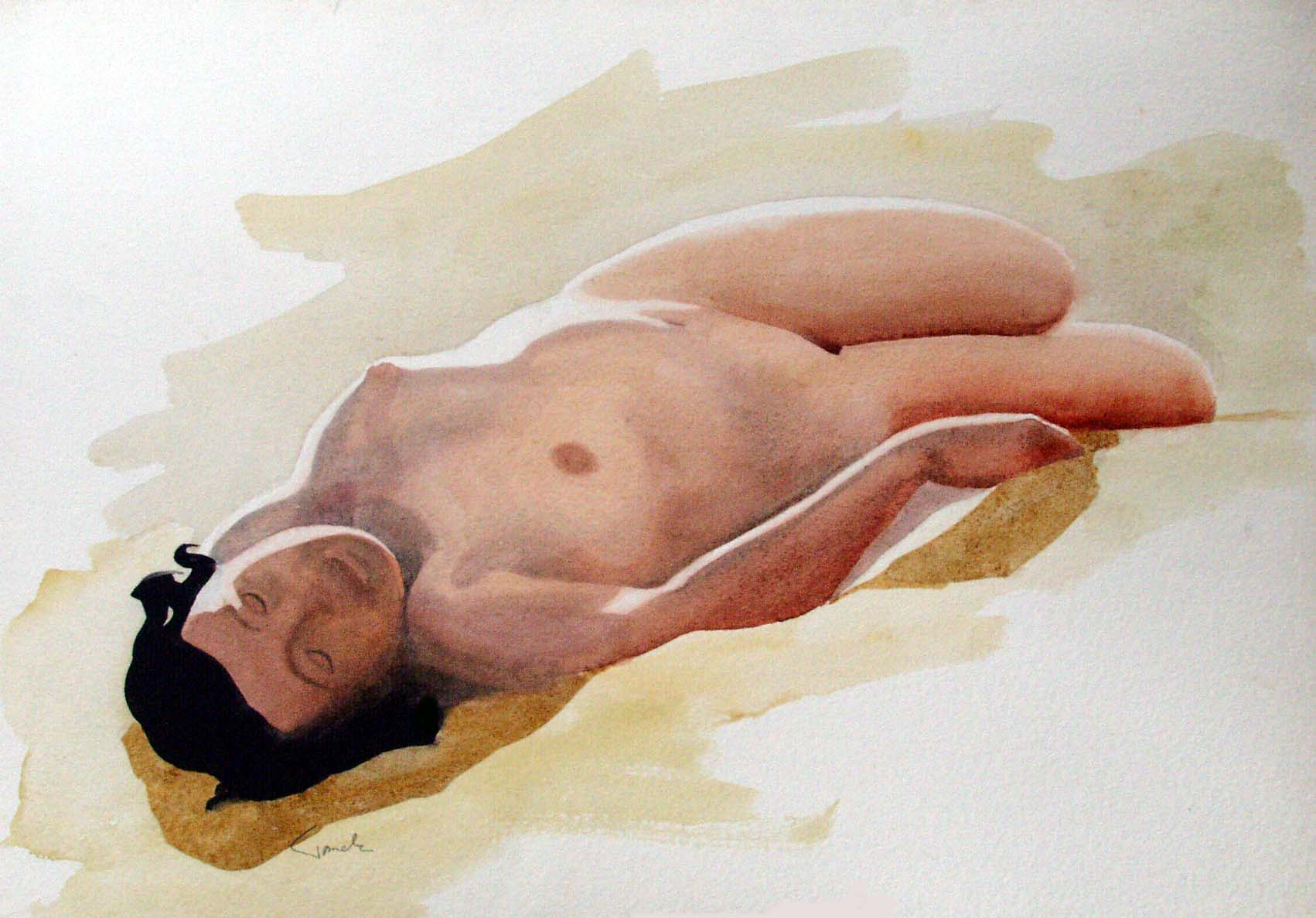
Nud
Eduard Tomek, (1965)
forme realizate din alb

Albul în acuarelă - soluții de mascare
Caracteristic acuarelelor sunt zonele albe de hârtie care rămân nepictate. Uneori, mai ales în tehnica ud pe ud, când se dorește păstrarea lor, ele sunt acoperite (mascate) cu o substanță pe care apa nu aderă, ca parafina, ceara sau gume speciale (Fixogum). Gumele pot fi îndepărtate după uscarea acuarelei prin răzuire ușoară, sau chiar cu mâna, însă parafina sau ceara nu, efectul lor fiind permanent. Mascarea se mai poate face și mecanic, cu șabloane (dar există pericolul ca vopseaua să se scurgă sub marginile măștii) sau cu tampoane de vată, care produc contururi moi. Există și alb de China, soluție opacă care poate acoperi zone pictate, sau pot fi amestecată cu culorile pentru a le mări opacitatea.

### Pensule
O pensulă reține vopseaua prin fenomenul de capilaritate dintre peri. Acuarelele se execută cu pensule care rețin bine apa, cu smocul moale și dens, făcute din păr natural, recomandabil păr de veveriță, de ponei, de capră, sau de alte animale. Cele mai scumpe sunt pensulele făcute din păr de jder. Suplu și elastic, el este apreciat pentru ținuta sa și pentru vârful său fin. Cel mai bun jder este zibelina siberiană Kolinsky. Pensulele din fibre sintetice sunt elastice, dar mai puțin absorbante, ele sunt utile pentru fonduri și pentru culegerea culorii în exces. Pentru laviuri și fonduri se pot folosi pensule de laviu, mai mari, care rețin multă apă, rotunde sau plate.
Există și pensule cu peri sintetici, mult mai ieftine și mai durabile, însă ele se comportă diferit. Rețin mai puțină vopsea, din care lasă mult la atingerea hârtiei. Din această cauză cu ele nu se pot trasa tușe lungi. Sunt bune pentru texturat, ridicarea culorii și pentru frecarea culorilor.
Forma pensulei poate fi rotundă, plată, sau de diferite forme adaptate nevoilor. Pensulele rotunde au smocul conic, gros la bază și subțire la vârf și sunt bune pentru aproape orice. Cele plate au smocul lățit cu vârful tăiat drept și se folosesc la acoperirea suprafețelor mari. „Filbert” (limbă de pisică) este o formă intermediară. Există și pensule folosite ca mopuri, sau pensule cu perii foarte lungi („Rigger”), folosite pentru pictarea apei. În funcție de raportul dintre lungimea perilor și diametrul smocului, pensulele se clasifică în cinci categorii: foarte lungi (peste 6:1), lungi (5...6:1), de lungime medie (3...4:1), scurte (2...3:1) și foarte scurte (0,8...2:1).
Fiecare artist are propriile sale preferințe în materie de pensule, și propria sa „disciplină a uneltei”. Deoarece pensulele sunt unele dintre componentele cele mai costisitoare în acuarelă, un set minim este format din trei pensule rotunde de mărimi diferite, cea mai mică pentru detalii în tehnica „uscat pe uscat”, respectiv cea mai mare pentru suprafețe mari, o pensulă plată pentru laviuri și un mop pentru umezire. După folosire pensulele se spală cu apă curată rece se șterg ușor și se lasă la uscat cu perii în jos.
Mărci cunoscute de pensule sunt DaVinci, Escoda, Isabey, Raphaël, Kolonok, Robert Simmons, Arches și Winsor & Newton. Unii comercianți au dreptul să vândă pensule de o anumită marcă sub propriul lor nume.
La pictura în acuarelă se mai folosesc mici bureți, tampoane de vată, cârpe, sugative, periuțe de dinți pentru stropire, lame sau pene pentru răzuire. De asemenea, uneori sunt utile un pulverizator pentru umidificare și un uscător de păr.

### Hârtia
Hârtia pentru pictură poate fi descrisă prin opt caracteristici: material, culoare, greutate, textură, capacitate de absorbție, rezistență, dimensiuni și forma în care se livrează. Și pentru acuarelă există hârtie specială. Hârtia pe care se pictează acuarela este o hârtie groasă, având greutatea de cel puțin 200 g/m2, dar poate avea până la peste 600 g/m2, pentru a evita ondularea în urma umezirii. Este special încleiată, pentru a evita răspândirea necontrolată a apei pe suprafața sa. În general este albă sau de culoarea fildeșului, care transpare prin eventuala sa nuanță.
Hârtia pentru acuarelă se fabrică pe bază de bumbac sau celuloză. Cea făcută din bumbac 100 % este considerată de prima calitate. Cea din celuloză provine din esențe de fag, mesteacăn, eucalipt, pin, iar mai nou din trestie de zahăr sau bambus. Bambusul absoarbe apa foarte bine și se vălurește mai puțin. Deși este mai puțin rezistentă la acizi și se îngălbenește în timp, hârtia din celuloză este mult mai larg folosită datorită ușurinței cu care este produsă și prețului scăzut. Există și amestecuri care conțin 25 sau 50 % bumbac.
Hârtia actuală nu conține lignină (care face să se întunece, mai ales la lumină), are un pH neutru sau chiar puțin bazic, conținând puțin carbonat de calciu în vederea neutralizării acidității din atmosferă și nu conține înălbitori artificiali.
Hârtia pentru acuarelă poate fi produsă în forme rotunde sau dreptunghiulare, tehnologiile fiind diferite. Forma rotundă este produsă manual, pe site rotunde care se rotesc. Această mișcare repartizează fibrele uniform, obținându-se o suprafață stabilă, ceea ce-i dă artistului un control mai bun al mișcării apei, respectiv a culorilor. Forma dreptunghiulară este mai economică, fiind produsă în mașini cu productivitate mare. Acestea însă plasează fibrele într-o anumită direcție, ceea ce face hârtia mai sensibilă la văluriri. O altă caracteristică este gradul de macerare a fibrelor. La scuturarea foii, hârtia densă, produsă din fibre înalt macerate, are un sunet puternic, metalic. Cea mai afânată are un sunet mai moale.
Textura sa poate fi satinată, sau granulată fin sau rugos, textură care influențează depunerea pigmenților. Hârtia satinată (netedă, presată la cald) lasă apa să curgă ușor, este adecvată pentru laviuri, însă lucrul este mai dificil, mai ales pentru începători. Hârtia granulată fin (presată la rece) se obține cu o stofă presată pe hârtie într-o etapă a fabricației. Pe această suprafață este cel mai ușor de lucrat. Hârtia granulată rugos (aspră) are o textură aparentă pronunțată. Necesită multă experiență, dar efectele picturale sunt foarte bune. Suprafața hârtiei este tratată cu substanțe care măresc absorbția apei, ca gelatina, guma arabică, rășini, sau, mai nou, substanțe sintetice ca Aquapel.
Hârtia se livrează în blocuri, coli sau role. În Europa se folosesc blocuri în formate A: A5 (21 –x 14,8 cm), A4 (29,7 x 21 cm), sau altele, până la 76 x 56 cm. alte dimensiuni sunt cele anglo-saxone: „sferturi” (15" x 11"), „jumătăți” (15" x 22"), „întregi” (22" x 30"), „dublu elefant” (30" x 40") și „împărat” (40" x 60"). În role, hârtia poate avea o lățime de până la 1,5 m (60") și o lungime până la 10 m (30 ft).
Testarea calității hârtiei se face prin diferite metode. Compoziția hârtiei se poate testa prin ardere, cea de celuloză arde complet lăsând puțină cenușă gri. Absorbanța hârtiei se verifică prin umezire, iar rezistența ei prin îndoiri repetate de-a lungul unei linii. Stabilitatea la vălurire în urma umezirii și capacitatea de ridicare a culorii de pe ea se pot verifica cel mai bine pictând ceva.
Mărci cunoscute de hârtie sunt Arches, Canson, Fabriano, Hahnemühle, Lanaquarelle, Saunders Waterford, Strathmore, Winsor & Newton și Zerkall. În ultimul timp au reapărut producători de hârtie făcută manual ca Twinrocker, Velke Losiny, Ruscombe Mill și St. Armand.

## Tehnici

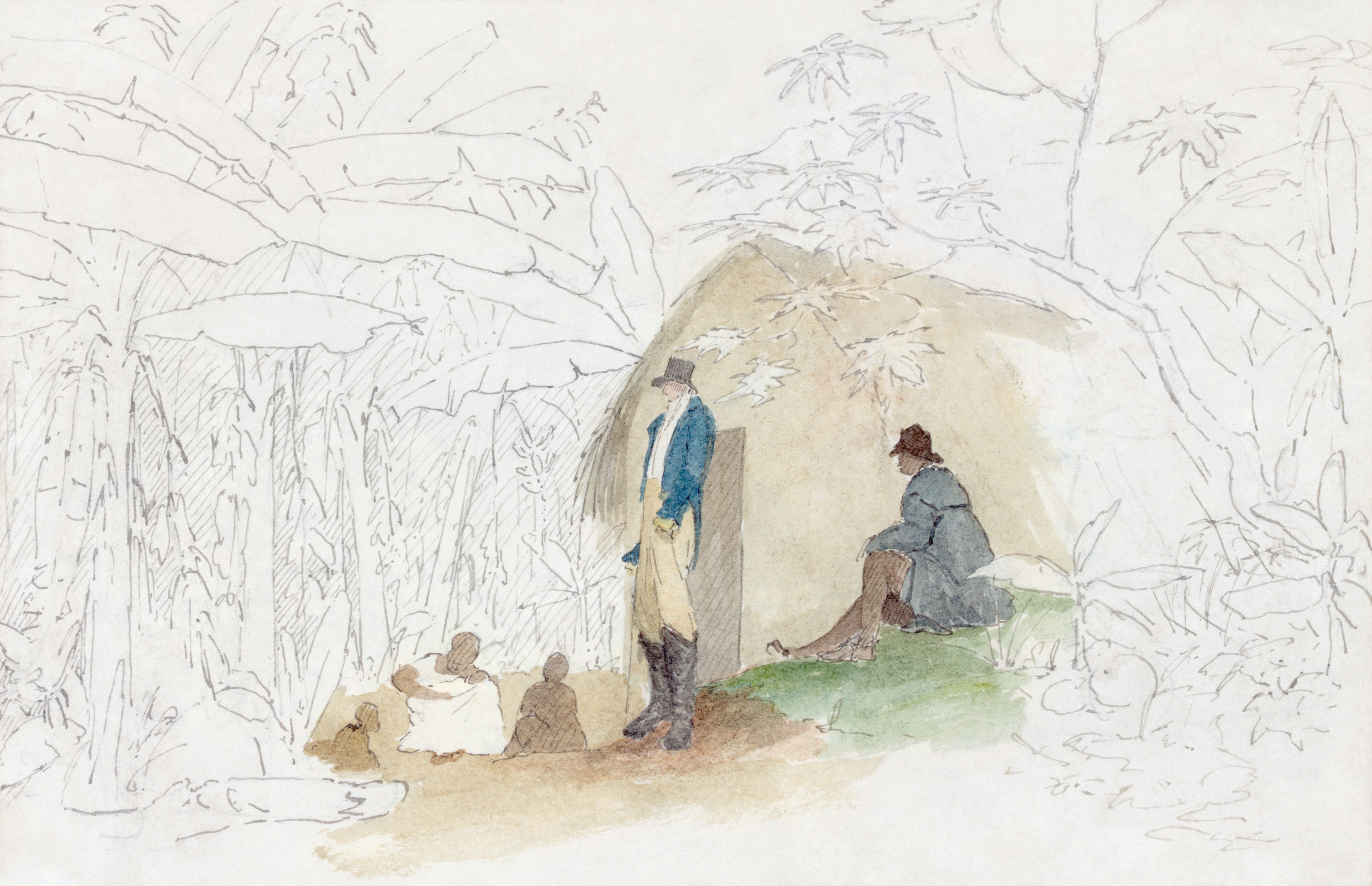
Acuarelă neterminată de William Berryman (între 1808 – 1816), ilustrând o scenă din Jamaica la începutul secolului al XIX-lea, indică modul de realizare.

Realizarea lucrărilor în acuarelă este mai dificilă decât pare. Tehnica acuarelei este unică, deoarece, spre deosebire de ulei, apa este un factor activ în transportul și depunerea culorilor. În plus, aspectul acuarelei se modifică pe măsură ce se usucă. Anticiparea mișcării apei și a formei finale a lucrării după uscare necesită experiență. Liantul pigmenților este absorbit în mare parte de hârtia suport, ceea ce face ca particulele de pigment să rămână împrăștiate pe suprafața hârtiei ca firele de nisip și să fie prea puțin protejate la acțiunea decolorantă a razelor ultraviolete.
Culorile de acuarelă nu au putere de acoperire mare, astfel că nu se pot corecta greșelile pictând peste. Uneori este nevoie ca o parte a culorii să fie ridicată de pe suport prin reumezire și tamponare cu un material absorbant (cârpă, burete sau sugativă). Astfel de manevre nu reușesc întotdeauna, ceea ce este un motiv în plus de teamă pentru începători. Etapele obișnuite de realizare a unei lucrări constau în executarea unei schițe abia vizibile în creion, apoi colorarea suprafețelor mari începând cu nuanțele cele mai deschise, iar în final pictând detaliile după ce straturile anterioare s-au uscat.
Școala clasică de acuarelă are câteva principii: să se folosească doar culori transparente, să nu se folosească niciodată alb sau negru, să nu se folosească decât „culori primare”. Însă actual în lucrări de multe ori se combină diferite tehnici, accente cu guașă albă, creioane, cărbune, tuș, gravare, colaj, culori acrilice – toate dând un aspect inedit. Tradițional, acuarela este realizată cu pensule, dar actual se folosesc și aerografe, bureți, cuțite sau alte ustensile.
| Paletă de culori clasică. | Paletă de culori modernă. |

### Palete de culori
Paleta clasică de culori era formată doar din culorile considerate primare: galben, roșu și albastru. Pentru fiecare se foloseau două nuanțe, una mai deschisă, considerată rece și una mai închisă, considerată caldă. Se considera că culorile reci redau mai bine aerul, iar cele calde apa.
De fapt, culoarea depinde de lungimea de undă a radiației electromagnetice, iar obținerea culorilor secundare (portocaliu, verde și violet) din amestecul culorilor primare este o iluzie optică. Culorile obținute prin amestec nu sunt la fel de pure și strălucitoare ca cele monocromatice, motiv pentru care pictorii moderni au apelat la o paletă mai echilibrată. Și în acest caz o paletă minimală are șase culori.
În tabelele următoare se arată exemple de astfel de palete (între palete culorile pot să difere atât ca pigment cât și ca nuanță):
| Culoarea         | Paletă pe baza codului de culori | Paletă pe baza denumirilor în limba engleză | Paletă pe baza denumirilor în limba română |
| ---------------- | -------------------------------- | ------------------------------------------- | ------------------------------------------ |
| Galben deschis   | PY35                             | Cadmium Yellow Light                        | Galben de cadmiu deschis†                  |
| Galben închis    | PY37                             | Cadmium Yellow Medium                       | Galben de cadmiu                           |
| Roșu deschis     | PR108                            | Cadmium Red Medium                          | Roșu de cadmiu                             |
| Roșu închis      | PV19                             | Quinacridone red                            | Lac de garanță                             |
| Albastru deschis | PB15                             | Phtalo Blue                                 | Albastru de Prusia                         |
| Albastru închis  | PB29                             | Ultramarine Blue                            | Albastru ultramarin                        |

† În loc de galben de cadmiu deschis (PY35) se poate folosi galben de crom lămâie (PY34).
| Culoarea         | Paletă pe baza codului de culori | Paletă pe baza denumirilor în limba engleză | Paletă pe baza denumirilor în limba română |
| ---------------- | -------------------------------- | ------------------------------------------- | ------------------------------------------ |
| Galben deschis   | PY35                             | Cadmium Yellow Light                        | Galben de cadmiu deschis†                  |
| Roșu deschis     | PR108                            | Cadmium Red Medium                          | Roșu de cadmiu                             |
| Roșu închis      | PV19                             | Quinacridone red                            | Lac de garanță                             |
| Verde            | PG7                              | Phtalo Green                                | Verde smarald                              |
| Albastru deschis | PB16                             | Phtalo Turquoise                            | Albastru turcoaz                           |
| Albastru închis  | PB29                             | Ultramarine Blue                            | Albastru ultramarin                        |

În afară de culorile menționate, mulți pictori folosesc palete de 12 sau 14 culori, cuprinzând portocaliu (oranj), ocru (umbră), brun (umbră arsă), verde ca frunza (verde veronese), violet etc.

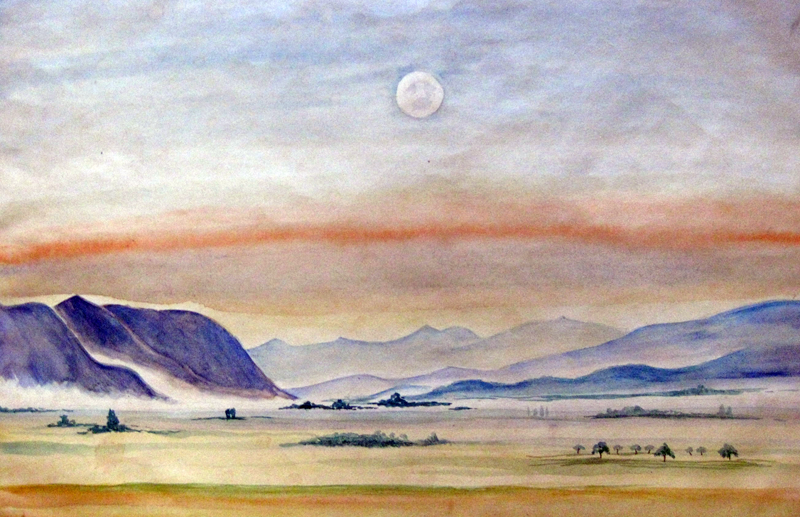
Peisaj din Caucaz
Efecte de laviu. Acuarelă executată de un prizonier în 1946.

### Laviu
Un laviu este o zonă în care culoarea diluată este aplicată uniform, într-o manieră în care nu se disting tușele individuale de pensulă. Exemplul tipic este pictarea cerului. Tehnica obișnuită este de a ține planșeta puțin înclinată și a aplica culoarea pe ud cu o mișcare largă și șerpuită, începând cu partea de sus. Mișcarea apei va ajuta la producerea unor tente transparente, uniforme. Adăugând culoare în diferite zone se pot obține degradeurile dorite. Se pot obține și degradeuri bicolore adăugând de exemplu galben sau roșu în zona de apus a soarelui.

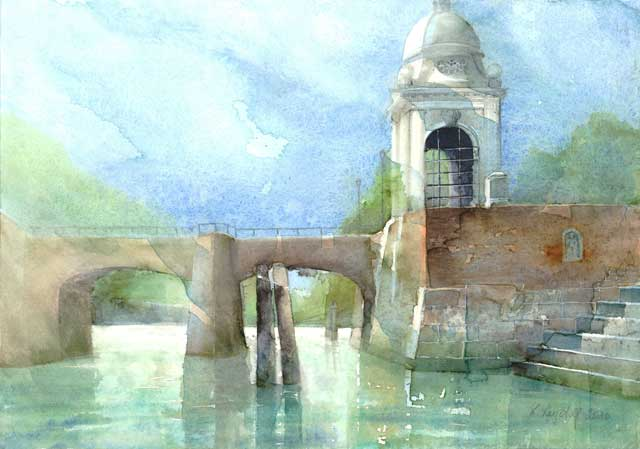
Padova, podul peste Piovego
acuarelă de Lydia Leydolf, (2010)
Aplicarea de straturi succesive permite reprezentarea excelentă a reflexiilor pe apă.

### Glazurare
Glazurarea este aplicarea unui strat de culoare peste un strat anterior. Stratul trebuie să fie suficient de diluat ca stratul precedent să fie vizibil prin el. Glazurarea se folosește la combinarea a două sau mai multe culori, la ajustarea nuanței sau saturației unei culori sau pentru obținerea unor degradeuri foarte precise. Primul strat trebuie să fie foarte diluat, iar următoarele se aplică după uscarea completă a precedentului. Fiecare strat precizează nuanțele și corectează imperfecțiunile straturilor precedente. Sunt cazuri în care sunt aplicate peste 100 de straturi într-o singură pictură. Tehnica de glazurare este folosită în special la portrete, pentru că permite obținerea trecerilor foarte fine și la lucrările cu tonuri contrastante, de exemplu la pictarea reflexelor luminii pe sticlă.

### Pregătirea hârtiei
Pentru a se obține o suprafață stabilă, hârtia este umezită pe ambele părți cu un burete sau chiar prin scufundare în cadă. Apoi ea este întinsă pe o suprafață tare, cum ar fi o planșetă de lemn, și fixată împrejur cu bandă adezivă. În caz de zvântare ea poate fi umezită din nou fără pericol de a se ondula.
Hârtia umedă trece prin mai multe stadii de uscare, școala franceză de acuarelă distingând cinci: oglindă (franceză miroir), în care pelicula de apă este vizibilă, strălucitoare (franceză brillant), în care deși apa este absorbită, hârtia încă strălucește, semimat (franceză mi-mat), de trecere, în care aspectul începe să devină mat, mat proaspăt (franceză mate fraîche), în care se văd urmele de apă și mat uscat (franceză mat sèche), în care se abia se mai văd urme de apă, alternând cu zone uscate. Cu cât o zonă este mai umedă, cu atât culorile se vor întrepătrunde mai mult. Gradul de întrepătrundere dorit se obține în momentul potrivit al uscării. Ca urmare, tempoul în care trebuie lucrat trebuie să țină cont de perioadele optime, astfel că toate celelalte activități, ca pregătirea culorilor și a celorlalte materiale necesare trebuie făcute dinainte. Cât de important este tempoul reiese din faptul că pentru prezentarea didactică a patru faze ale realizării unei acuarele aceasta a trebuit refăcută de trei ori, deoarece întreruperile pentru fotografiere au fost prea lungi.

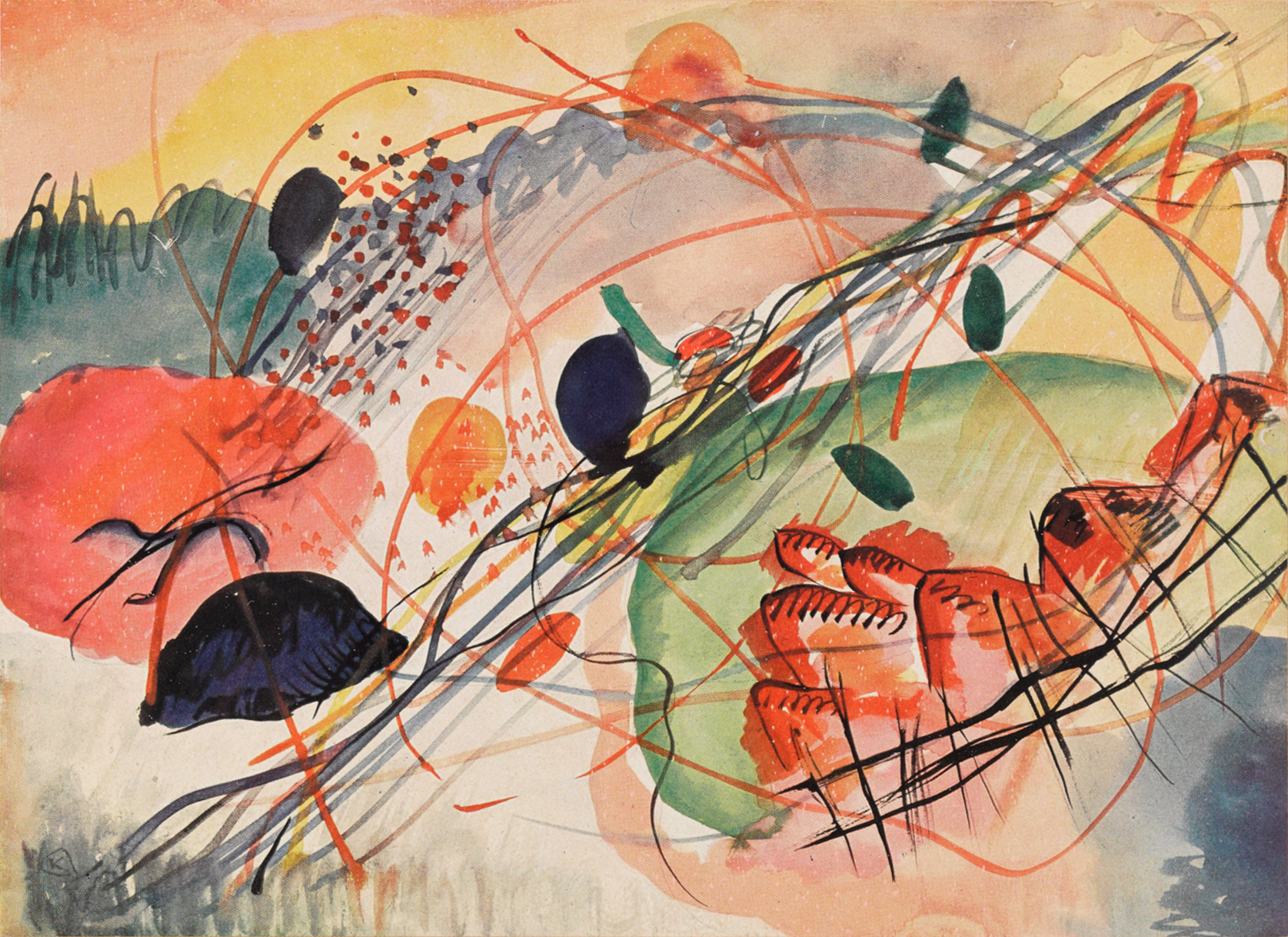
Aquarell 6 de Vasili Kandinski
realizată prin straturi suprapuse în tehnică ud pe uscat

În cazul lucrului „pe uscat” se va urmări cu cea mai mare grijă acumularea culorii în zonele ondulate, care nu se pot evita, și eliminarea în timp util a celor în exces. Efecte speciale se pot obține prin pictarea cu apă peste straturi uscate (se redă bine părul în portrete).

### Alte tehnici
Tehnica acuarelei clasice poate fi combinată cu diferite procedee prin care se obțin efecte utile. De la început acuarela a fost combinată cu desenul, în special la precizarea contururilor. Conturul poate fi schițat în creion sau desenat detaliat cu tuș. Combinarea cu tehnici de desen se poate face atât înainte de colorare cât și după. Desenul poate fi realizat și în cărbune sau cretă, însă acestea aderă slab la hârtie. Acestea se aplică peste acuarelă și necesită acoperirea cu o substanță de fixare aplicată prin pulverizare. Pentru obținerea unei colorări aplat pe suprafețe mari se pot folosi cerneluri. De obicei, după uscare acestea sunt rezistente la apă. Alte efecte se pot obține amestecând acuarela cu culori metalice.
În caz de compromitere a suprafețelor, în special a celor albe, acestea pot fi refăcute combinând acuarela cu guașă sau culori acrilice, opace, sau chiar cu colaje. Însă în acest caz lucrarea nu se mai poate considera o acuarelă pură.
Anumite texturări se pot obține prin stropire, realizată prin acționarea cu degetul a perilor unei perii dure, de exemplu o periuță de dinți, tamponare cu țesături îmbibate cu vopsea sau prin zgâriere cu vârfuri ascuțite, perii de sârmă sau hârtie abrazivă. Cu hârtie abrazivă se poate încerca și răzuirea culorii, dar în zona respectivă hârtia se scămoșează și zona va diferi de celelalte. Stropirea cu substanțe tensioactive (săpun, alcool, terebentină, sare, acid citric) poate crea de asemenea diferite texturi, dar momentul aplicării este critic.